# Paysage en France
Le paysage en France désigne les paysages, c'est-à-dire « une partie de territoire telle que perçue par les populations, dont le caractère résulte de l'action de facteurs naturels et/ou humains et de leurs interrelations » ; leur état, les menaces et les acteurs.
La France possède une grande variété de paysages, ayant connu des évolutions majeures au fil des siècles. Au cours de l'époque contemporaine, les paysages se sont en partie banalisés ; certains paysages faisant par ailleurs l'objet d'une préservation croissante.
Les acteurs sont nombreux, et les actions de connaissance, de préservation, d'aménagement ou d'amélioration des paysages sont variées.

## Paysages de France
La France possède une grande variété de paysages, avec des plaines agricoles ou boisées, des chaînes de montagnes plus ou moins érodées, des littoraux diversifiés et des vallées mêlant ville et nature.

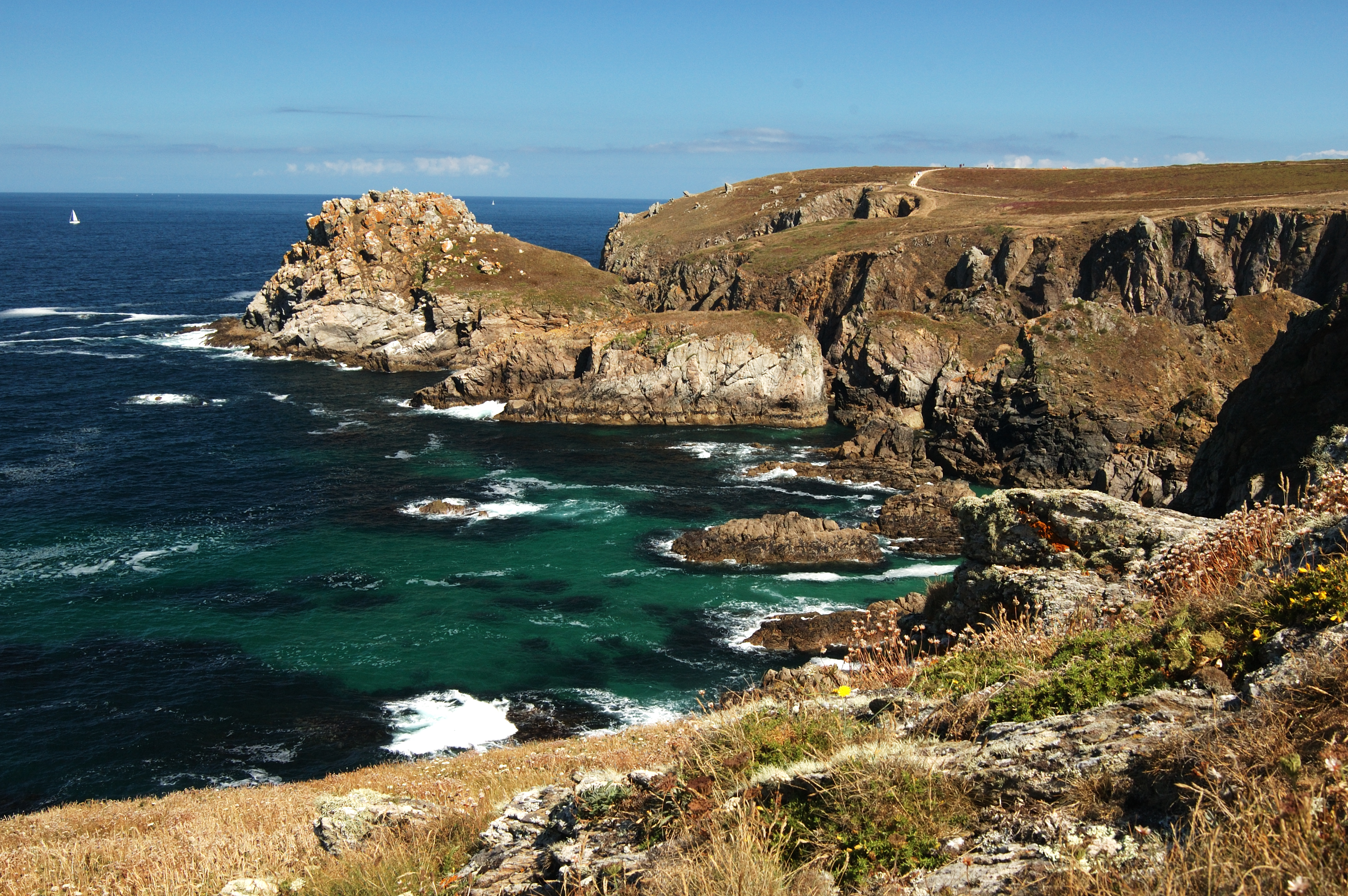
La pointe du Van, à l'extrémité occidentale de la Bretagne.
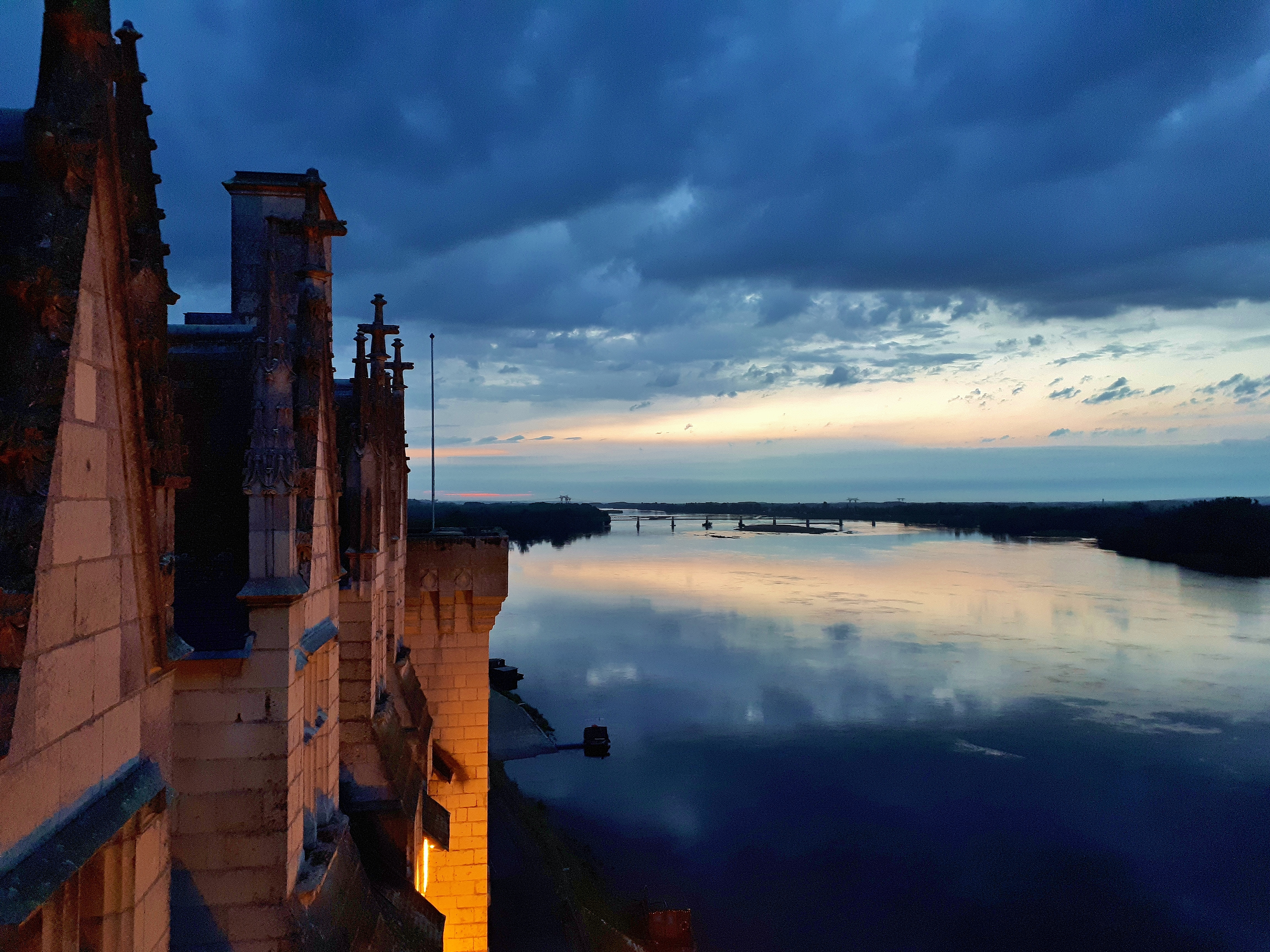
La Loire à Montsoreau, Val de Loire.
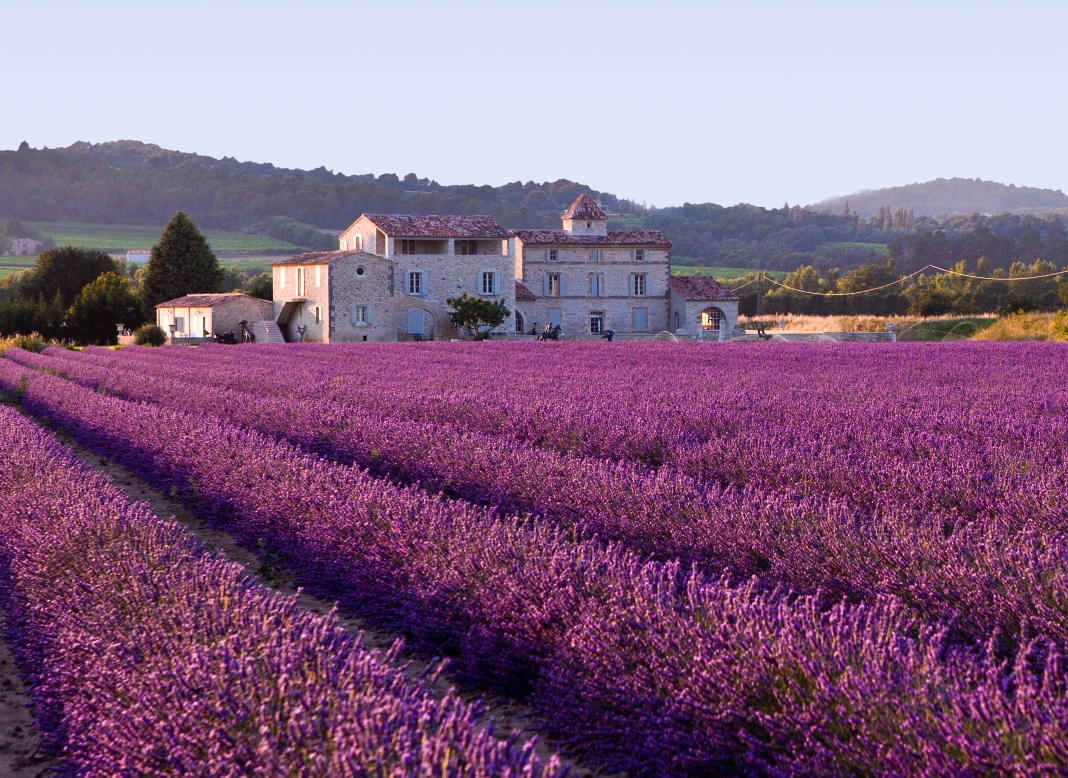
Champ de lavande en Provence.
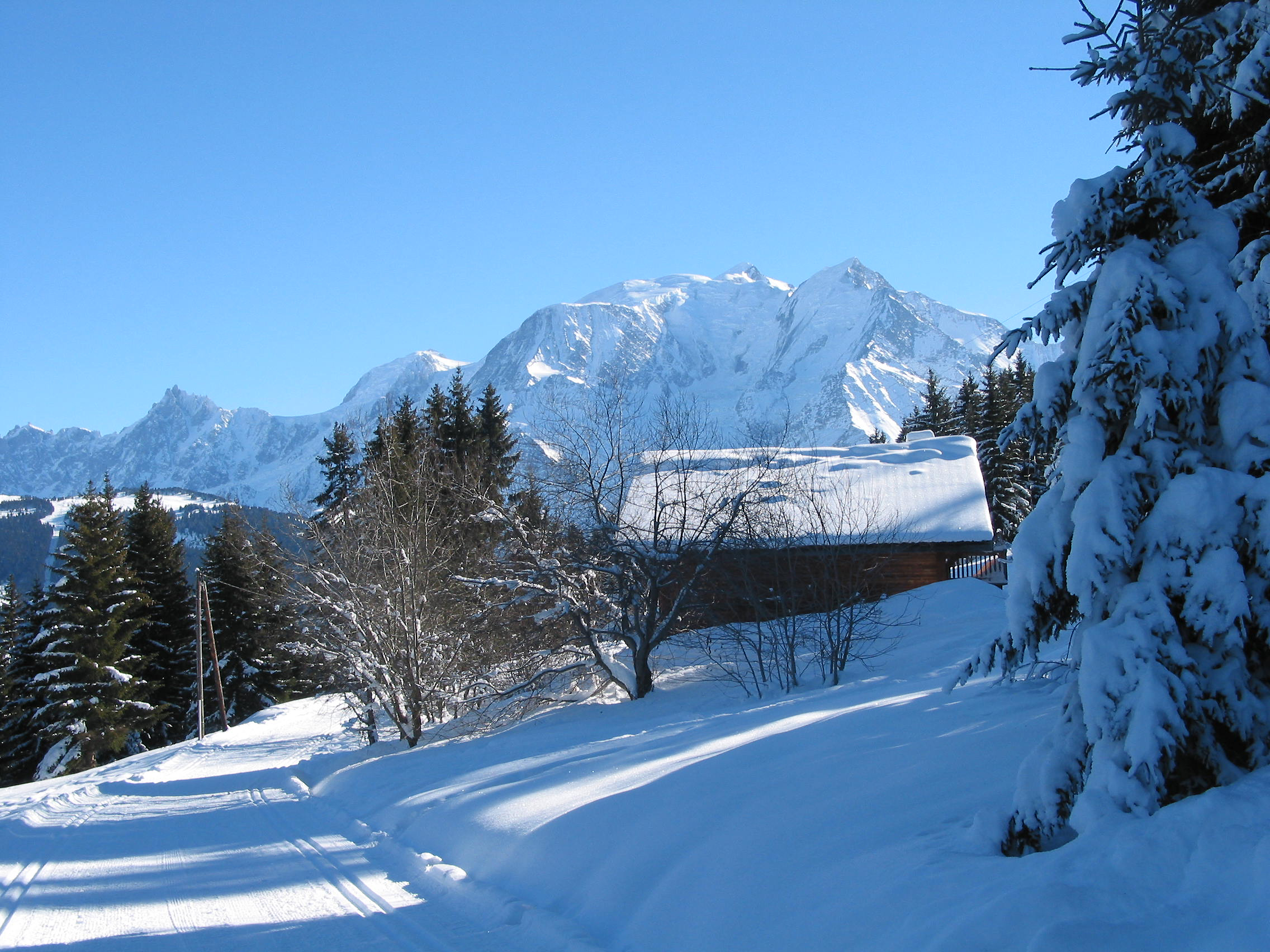
Le massif alpin du Mont-Blanc.
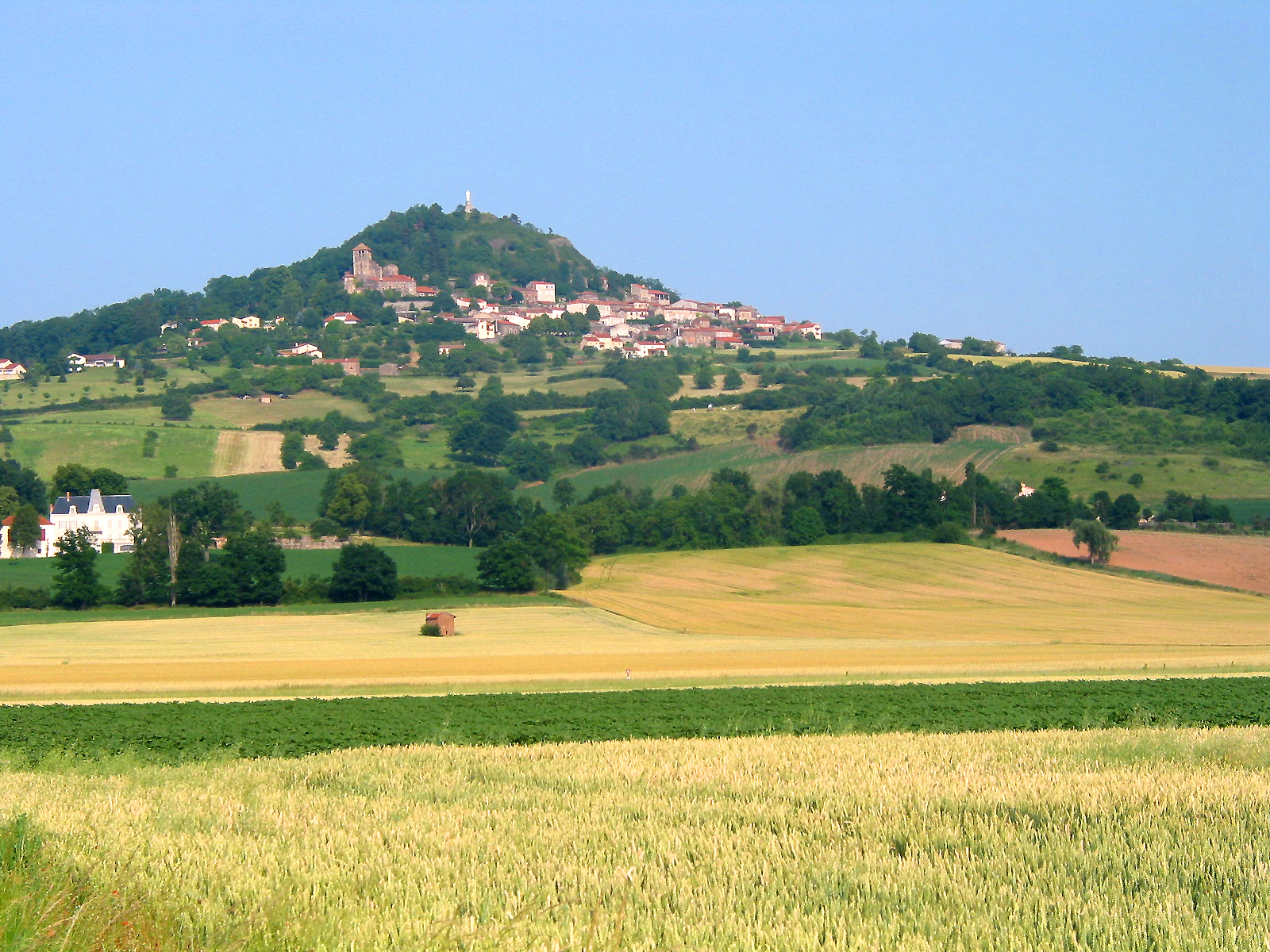
Le village d'Usson, Massif central.
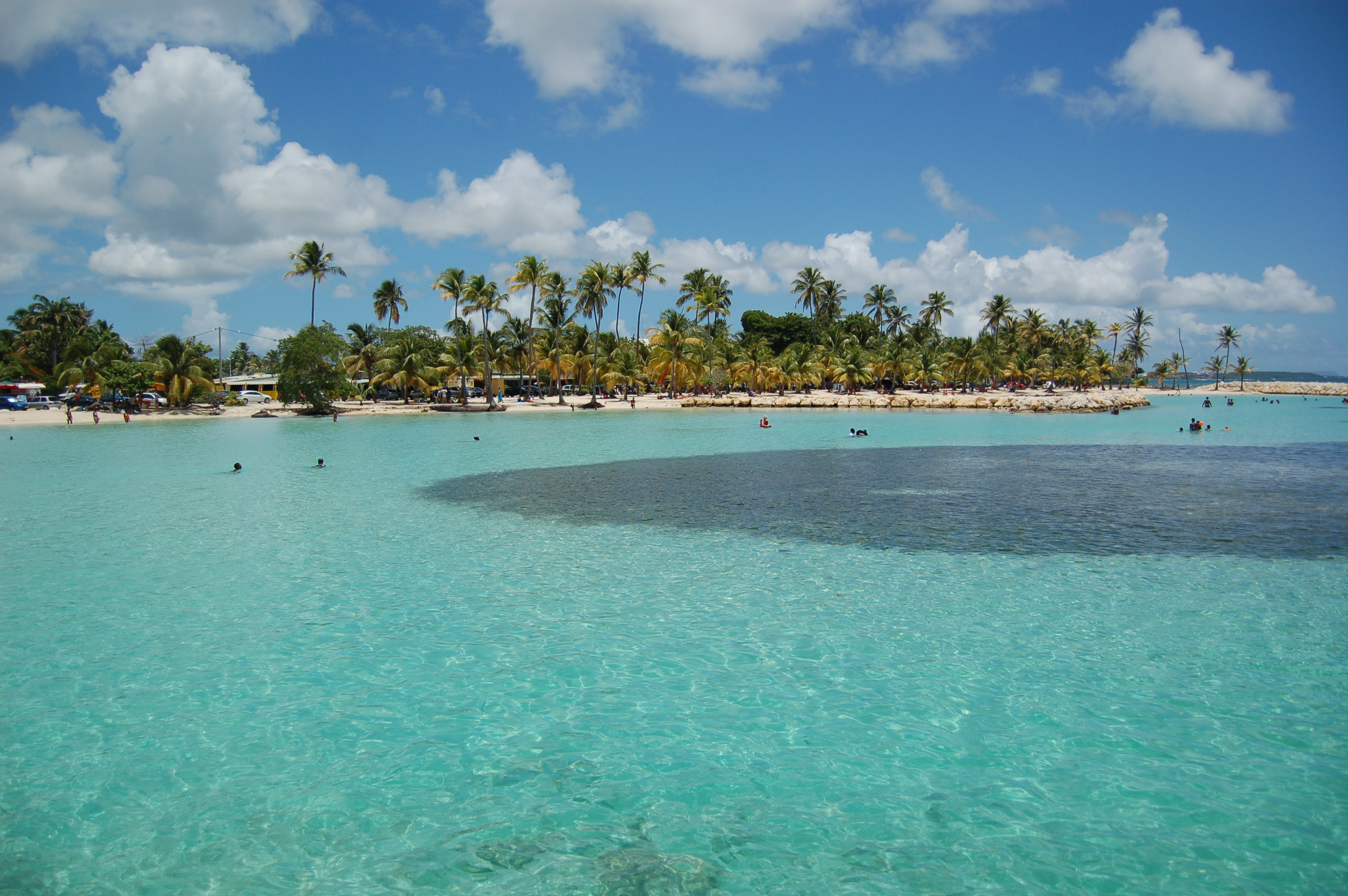
La plage de Sainte-Anne, Guadeloupe.
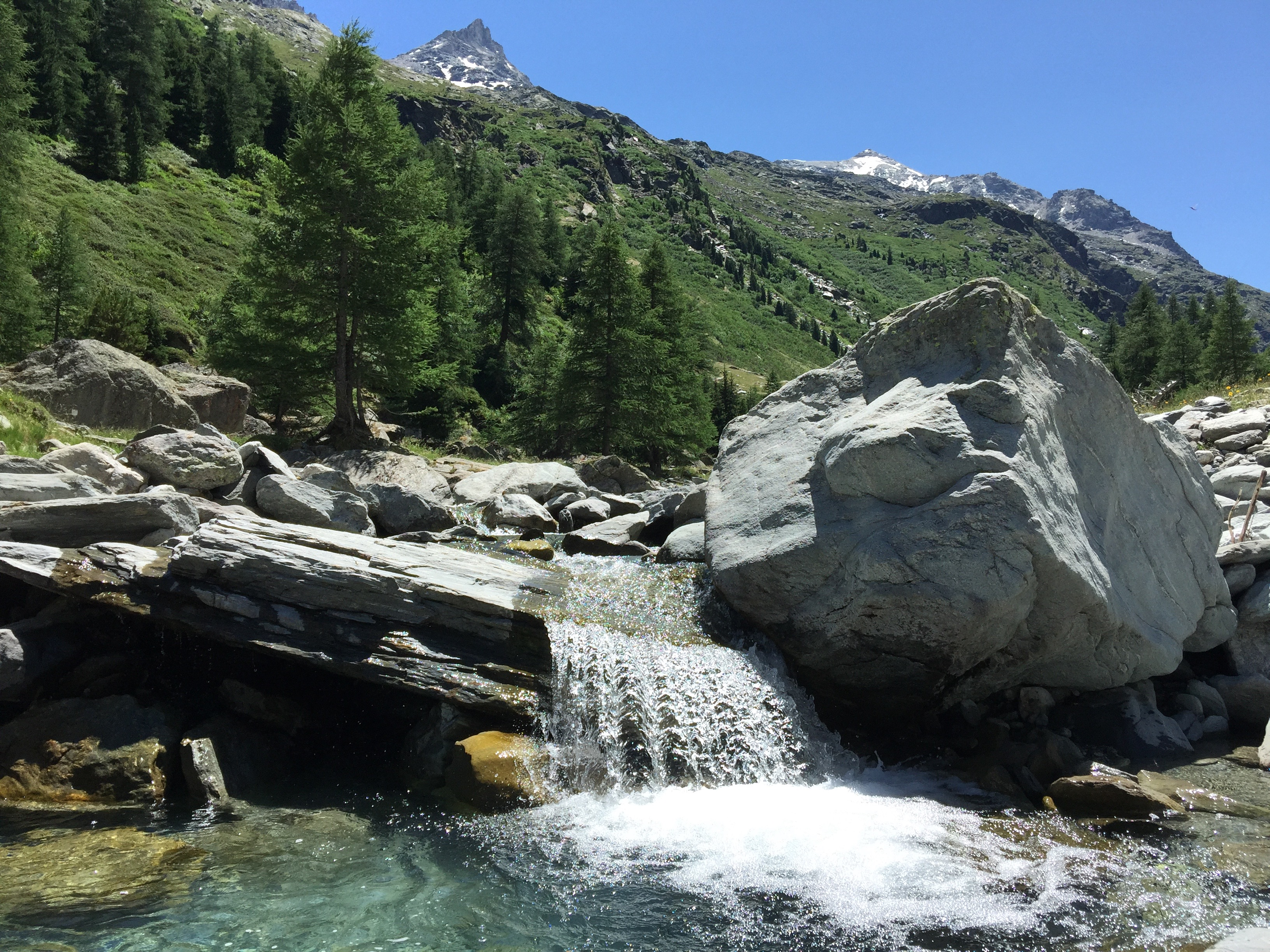
Torrent de haute montagne, Haute-Maurienne.
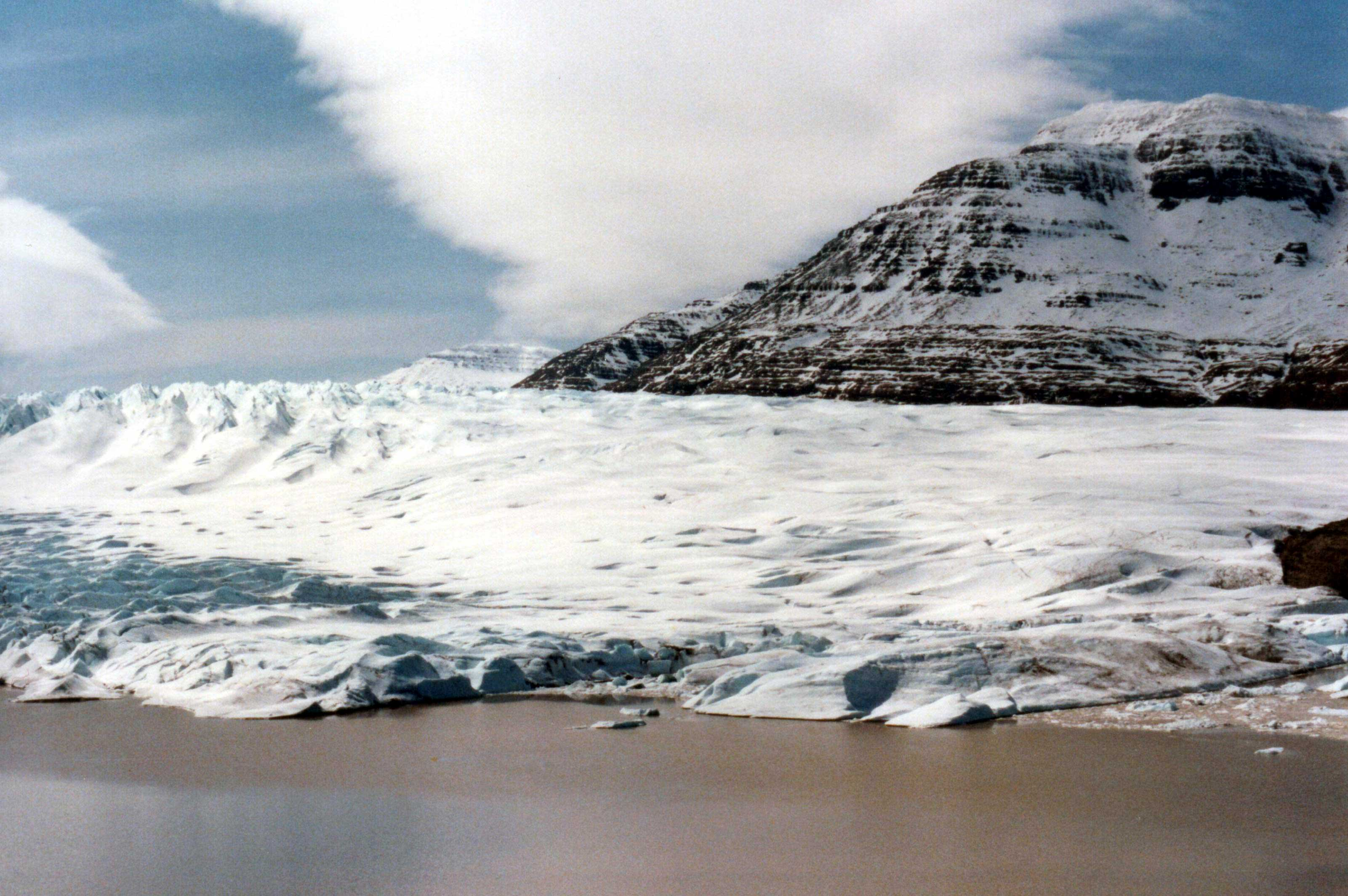
Le glacier de Cook, îles Kerguelen.
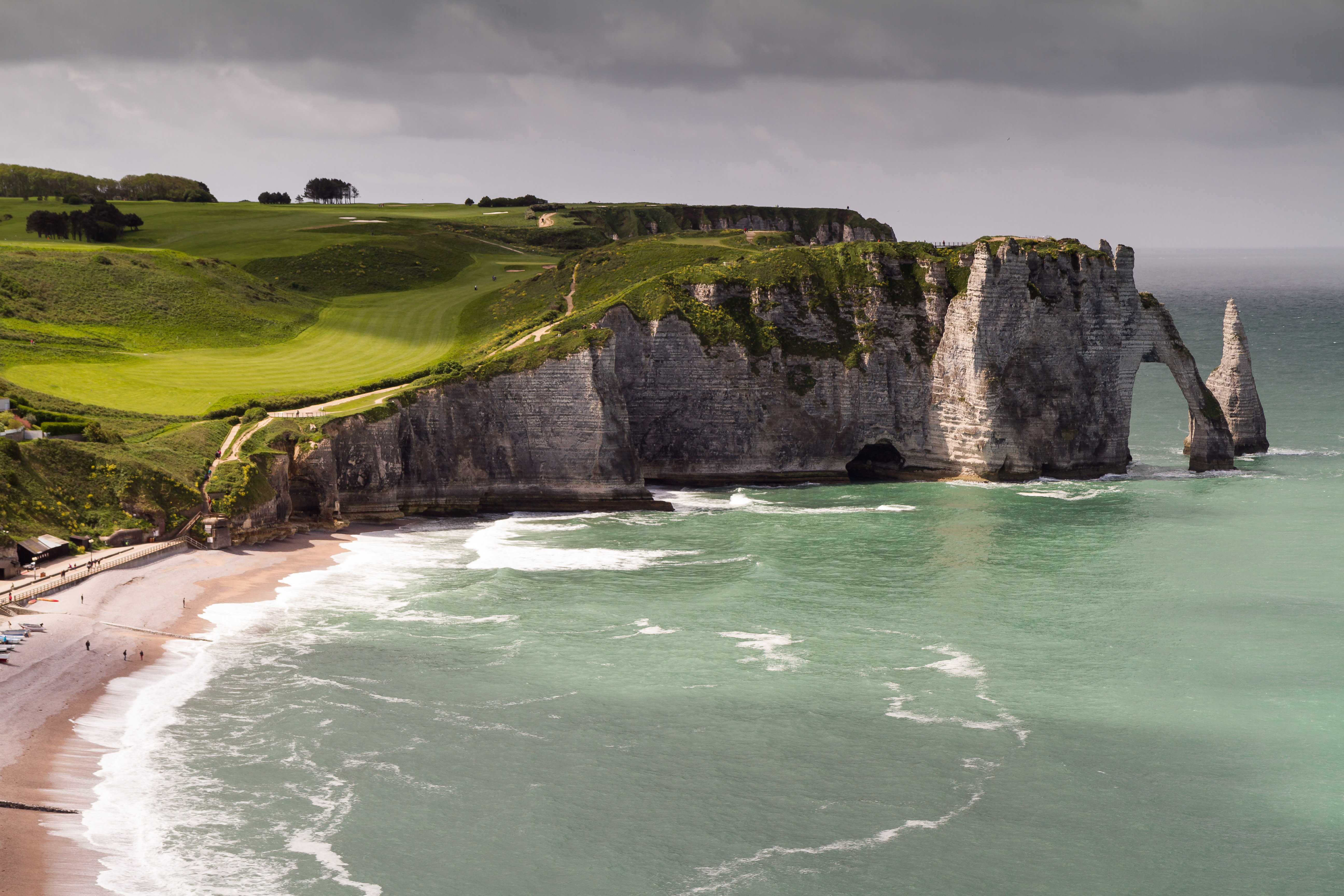
Falaises d'Étretat, Normandie.
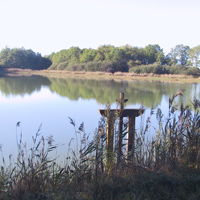
Les étangs et forêts de Sologne.
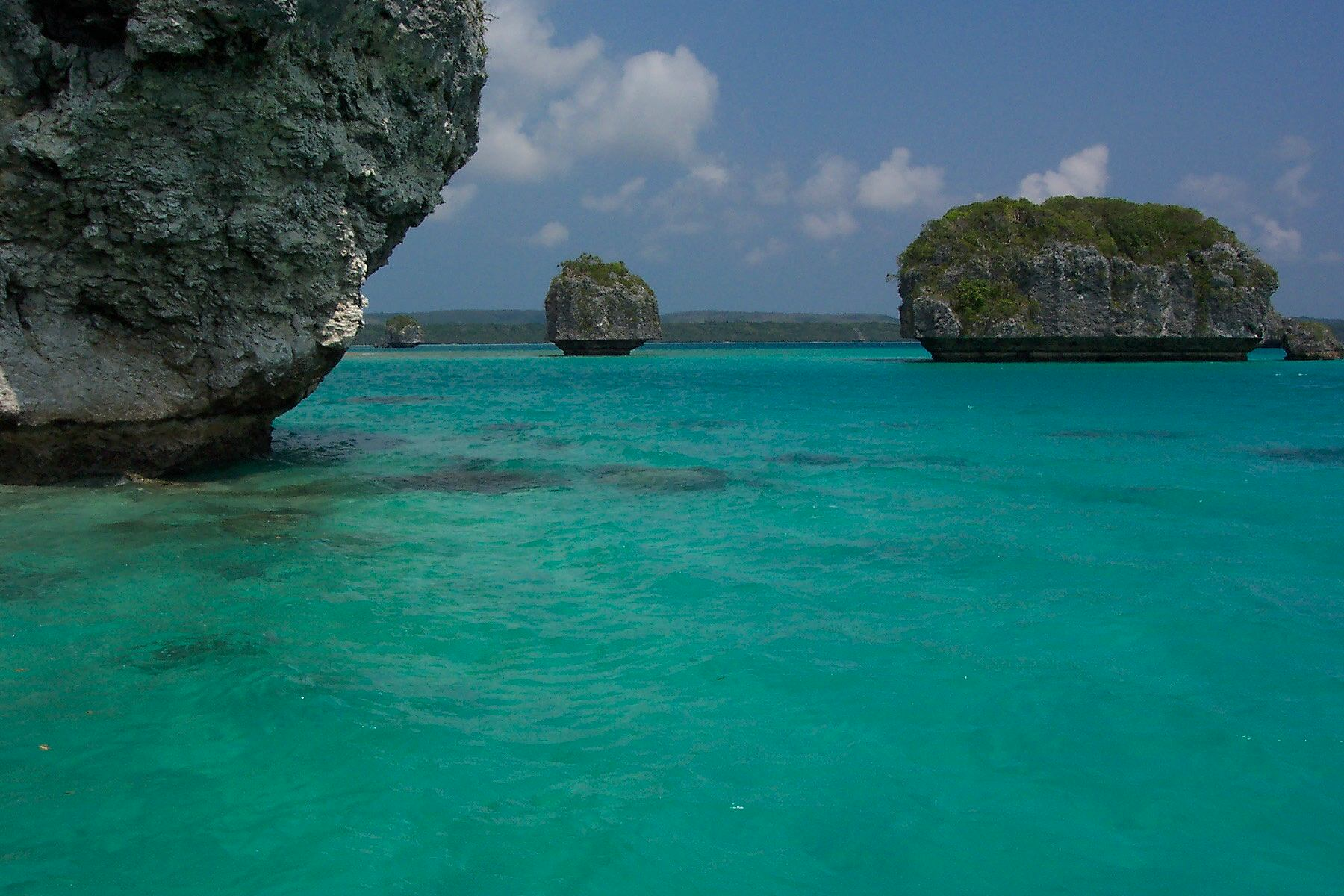
Baie d'Upi à l'île des Pins, Nouvelle-Calédonie.
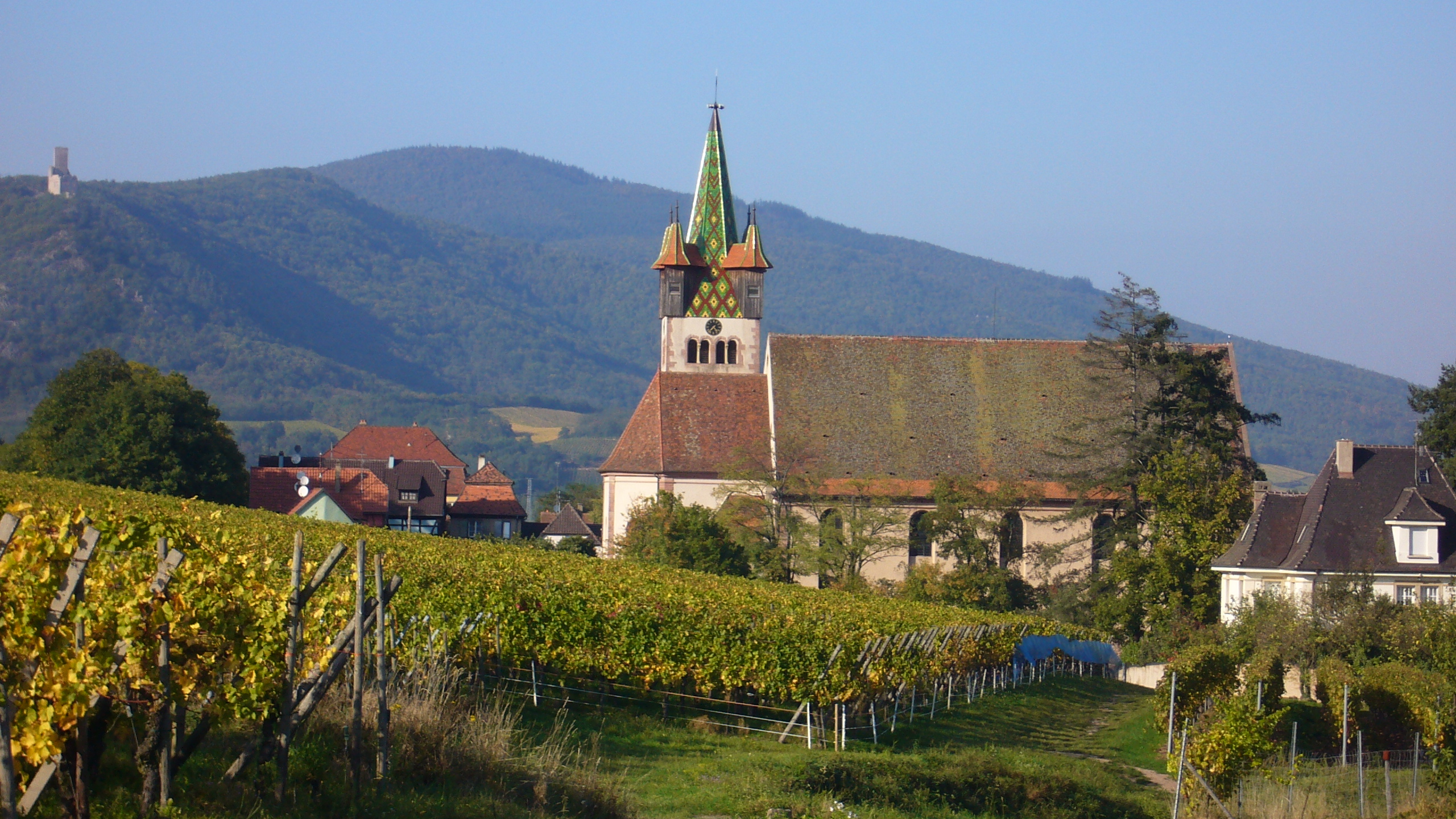
Châtenois, Alsace.
Baie du Mont-Saint-Michel, Normandie.
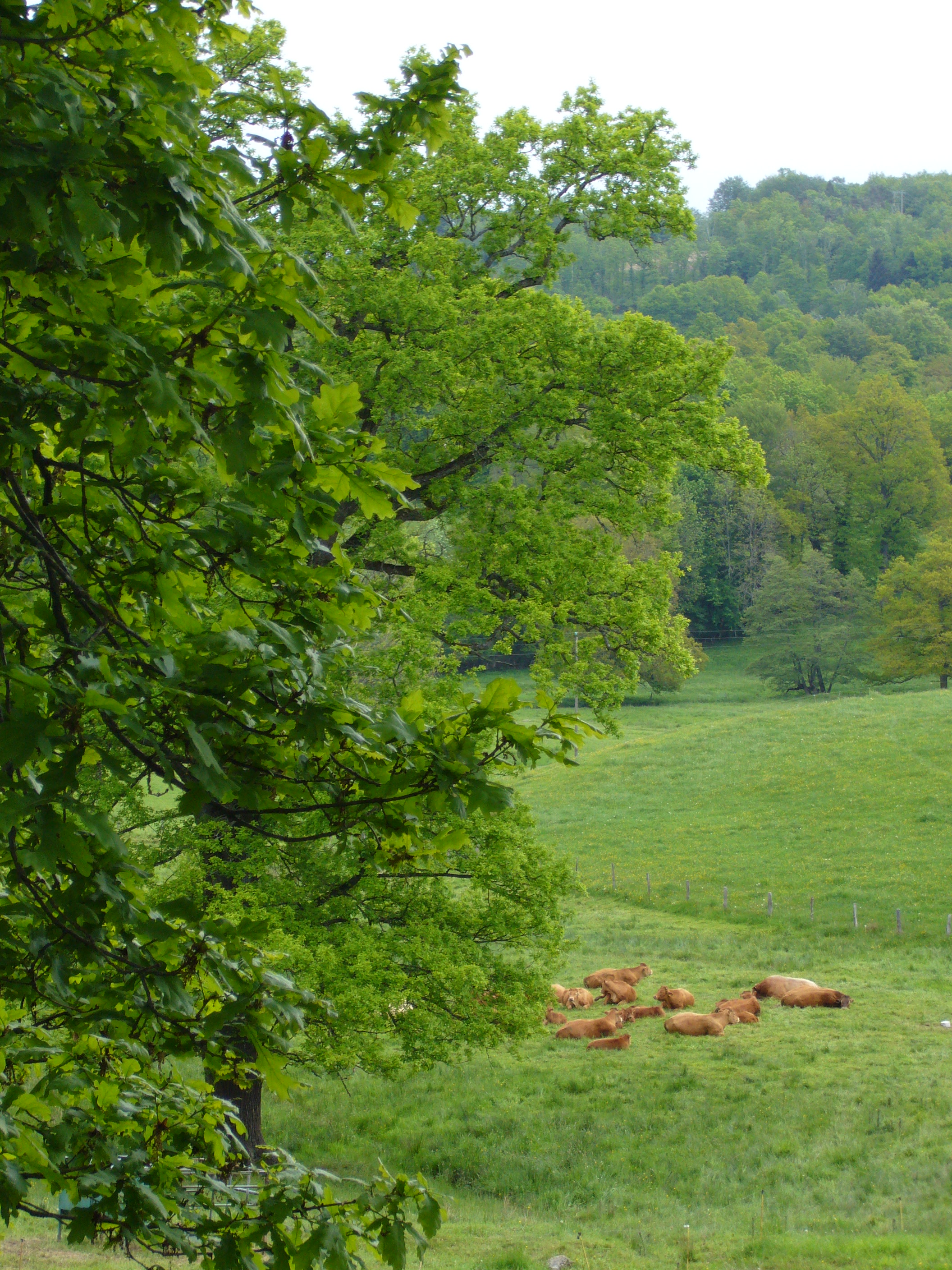
Pâturages, Creuse.
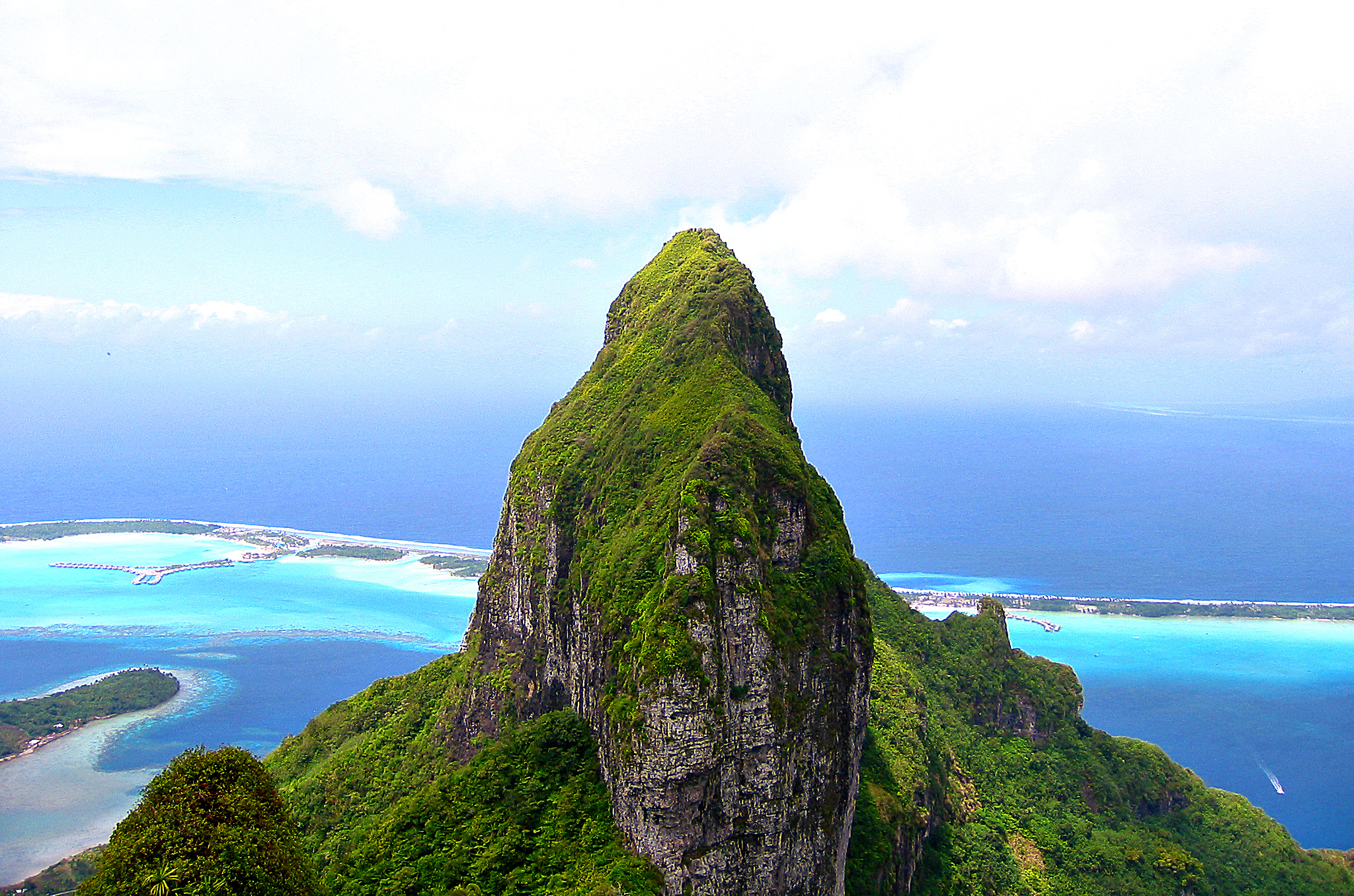
Bora Bora et son climat tropical.
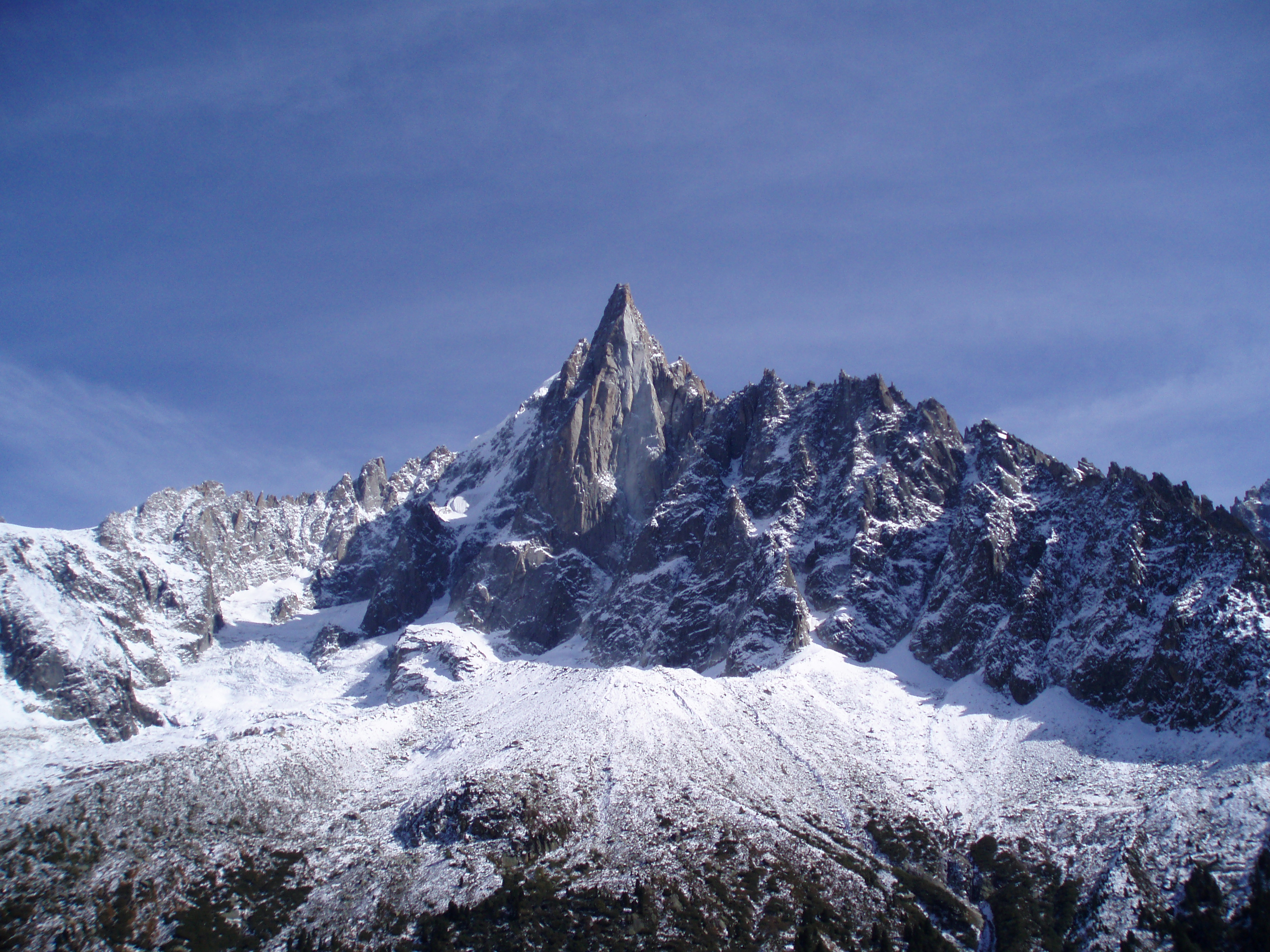
Aiguille du Dru, Haute-Savoie.
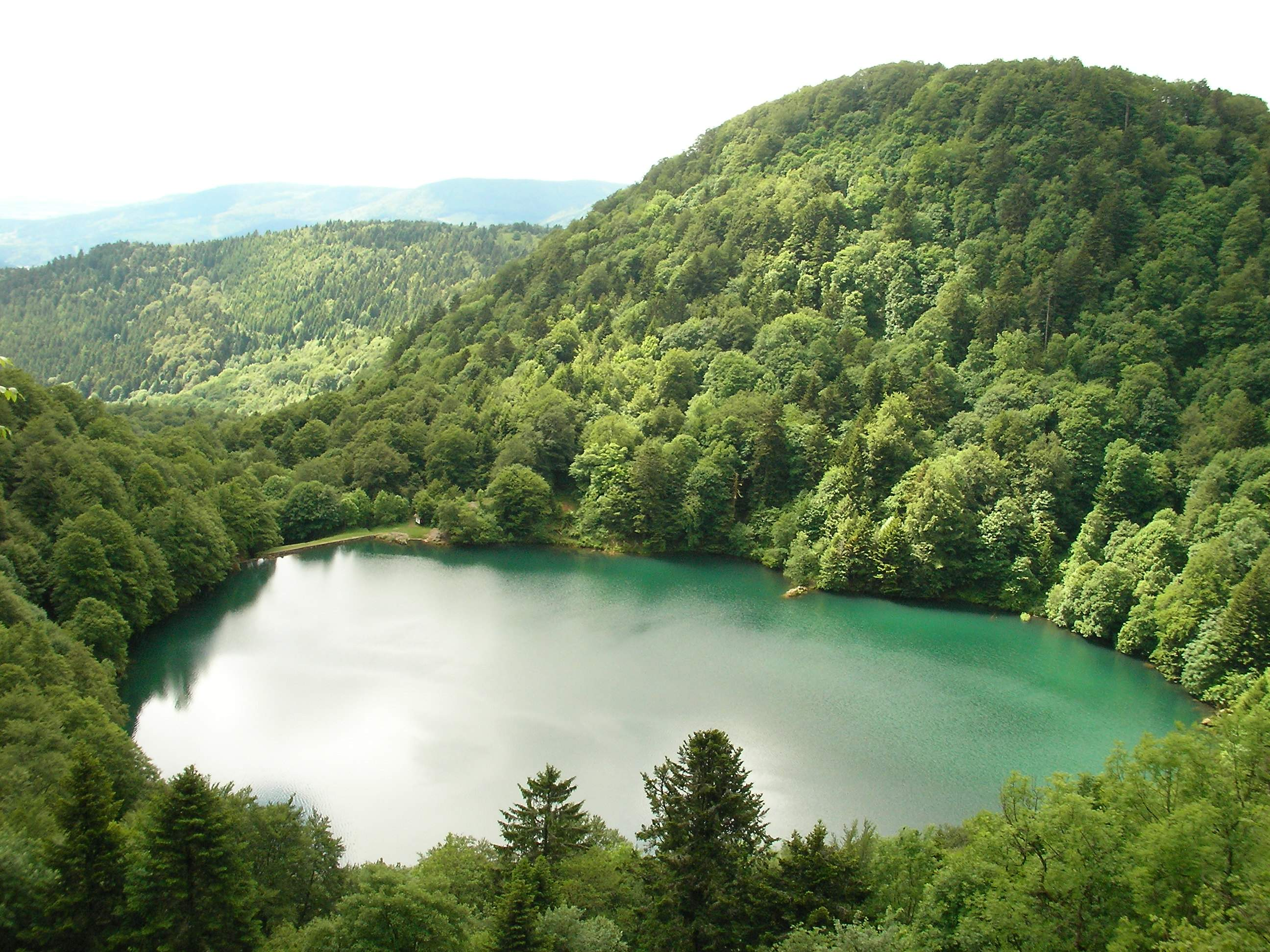
Lac des Perches, massif des Vosges, Alsace.
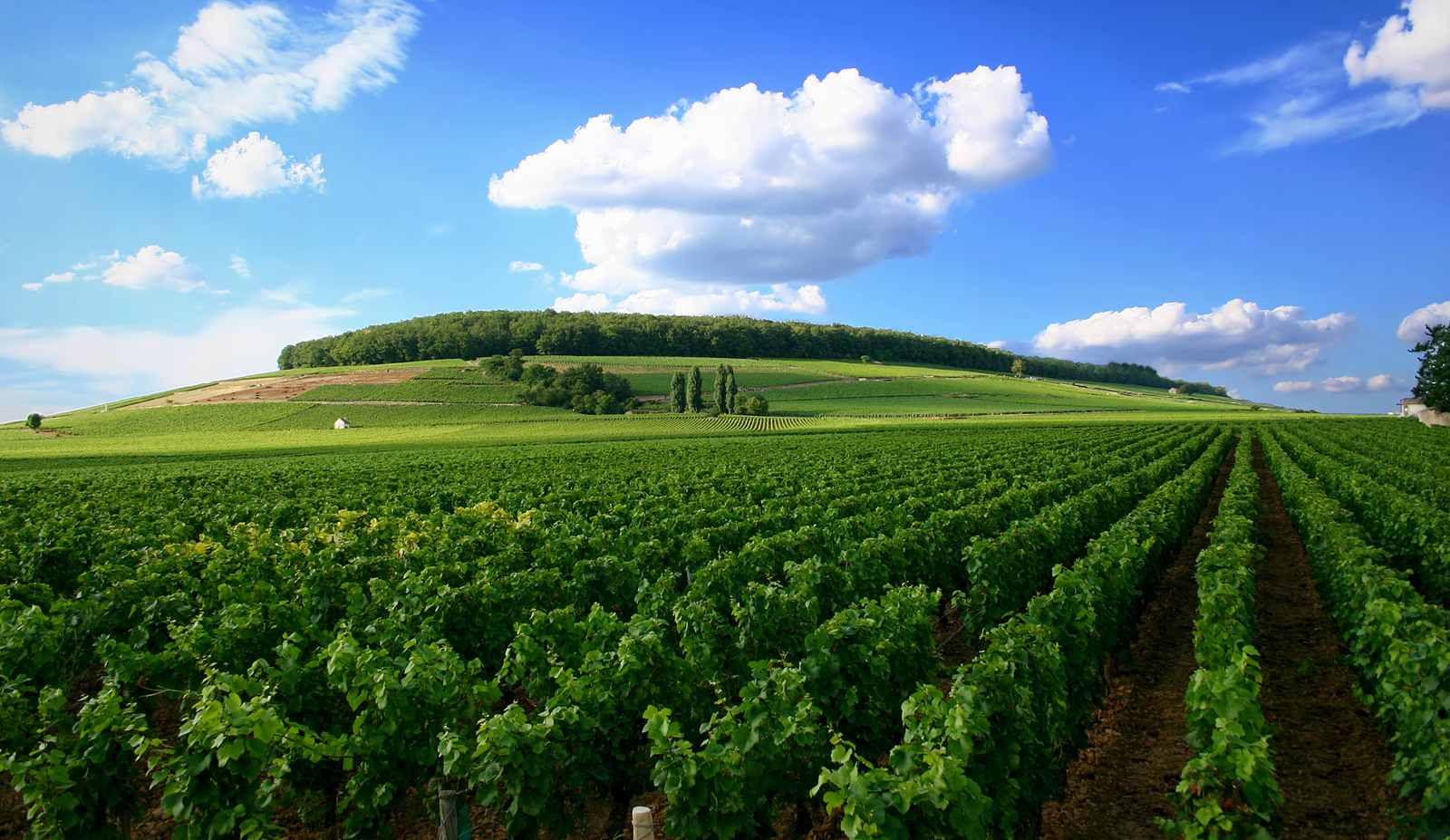
Vignoble de la côte de Beaune, Bourgogne.
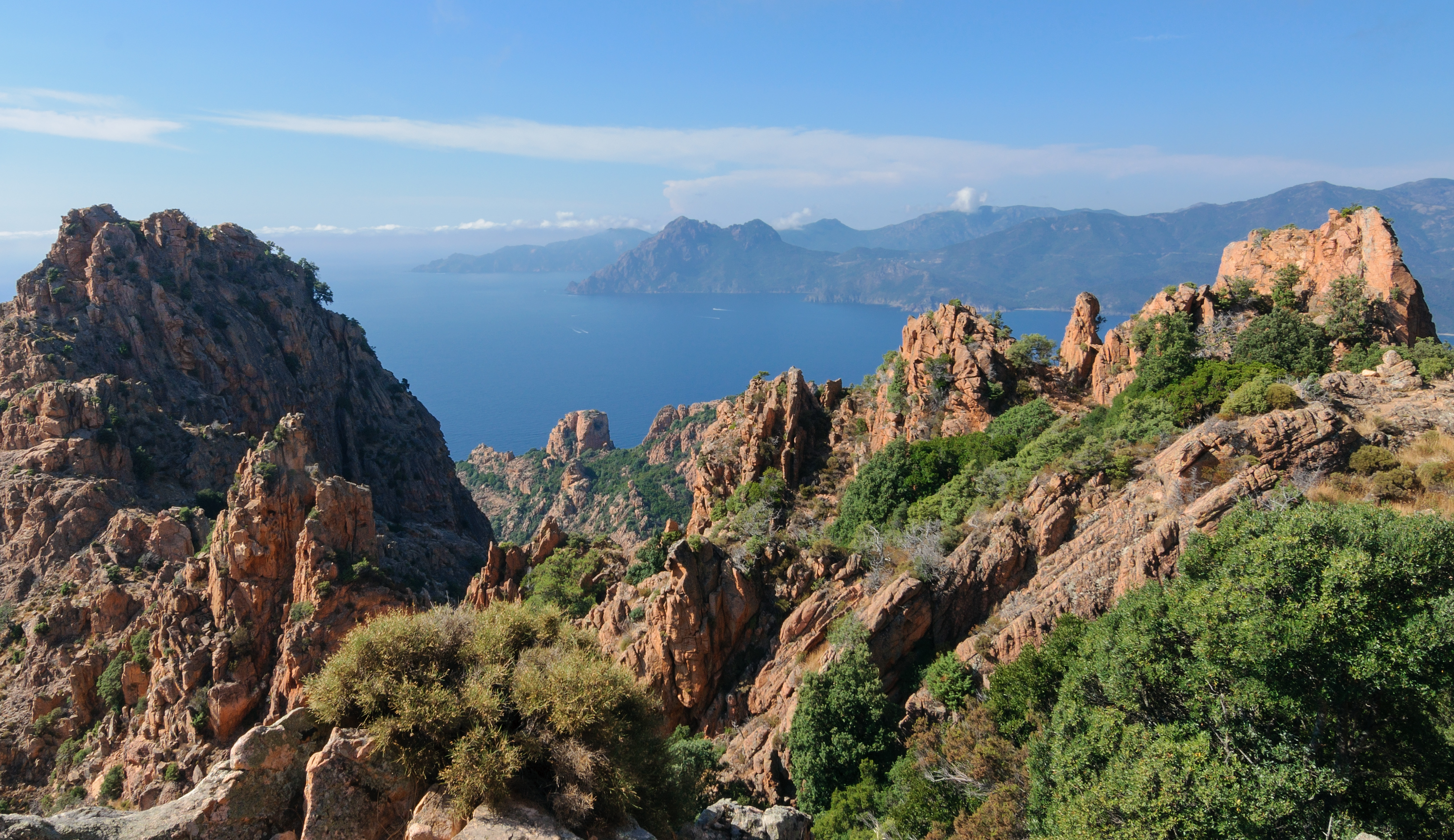
Calanques de Piana, Corse.
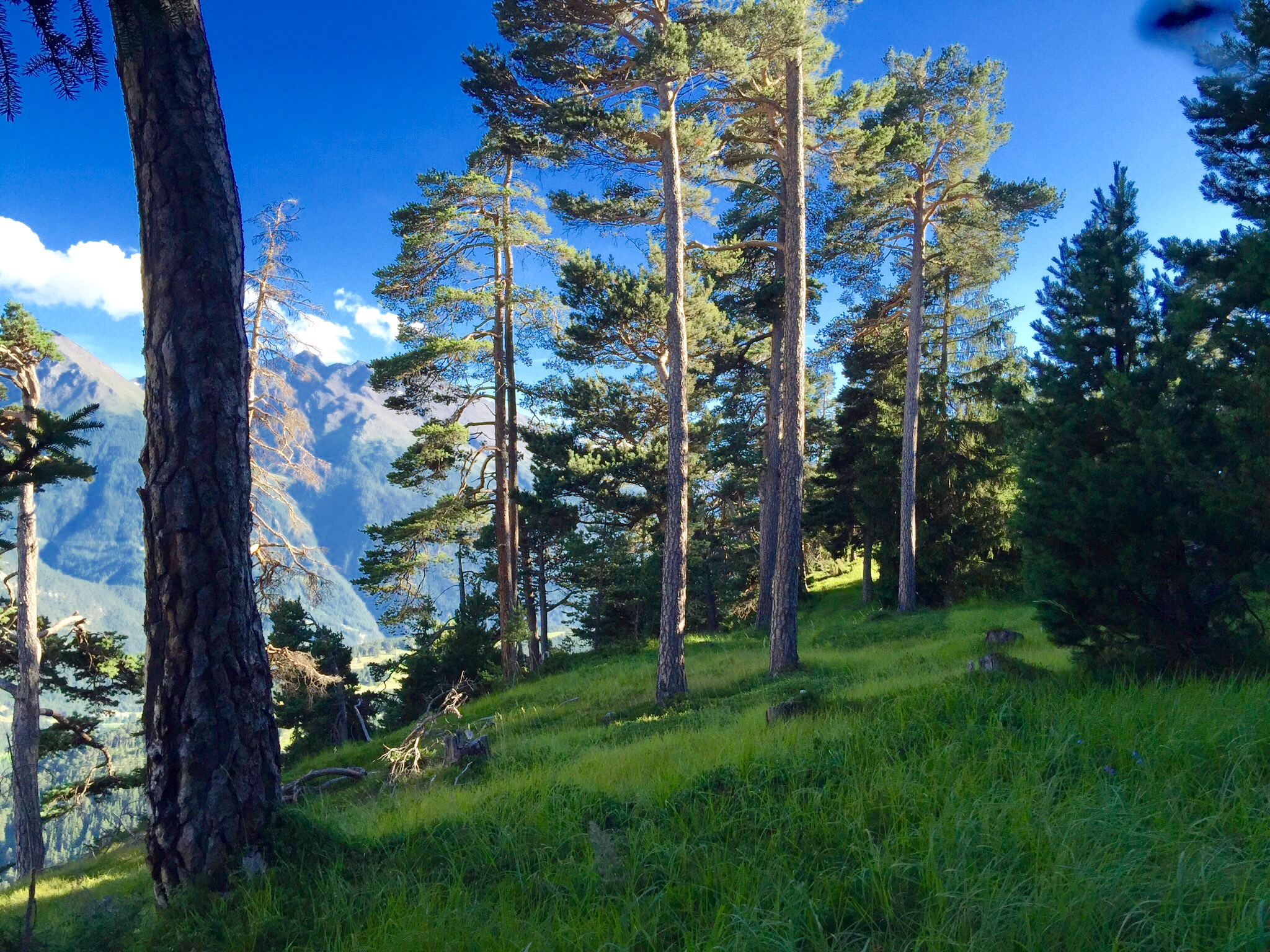
Forêts primaires des Alpes internes, Savoie.
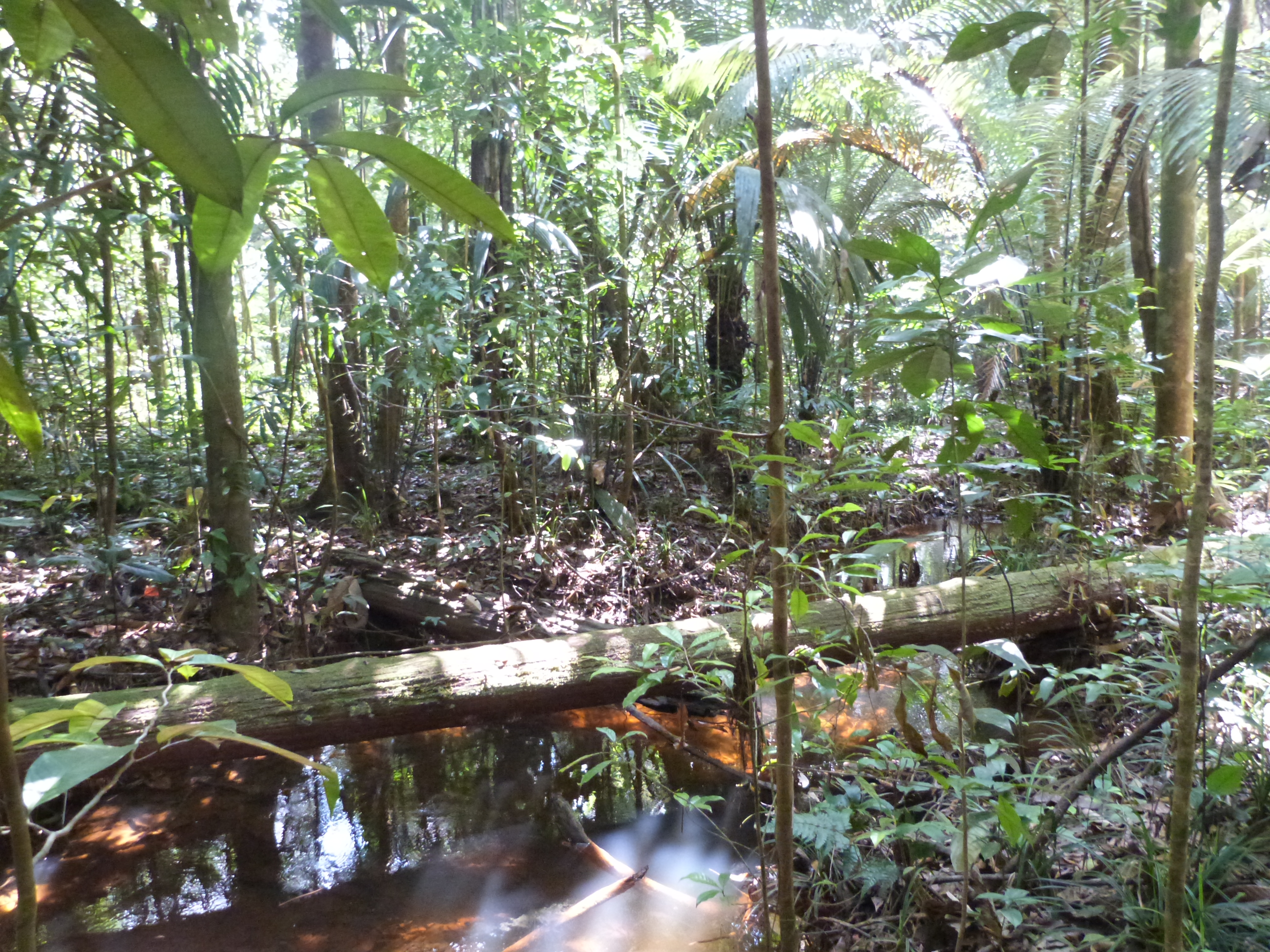
Forêt tropicale amazonienne, Guyane.
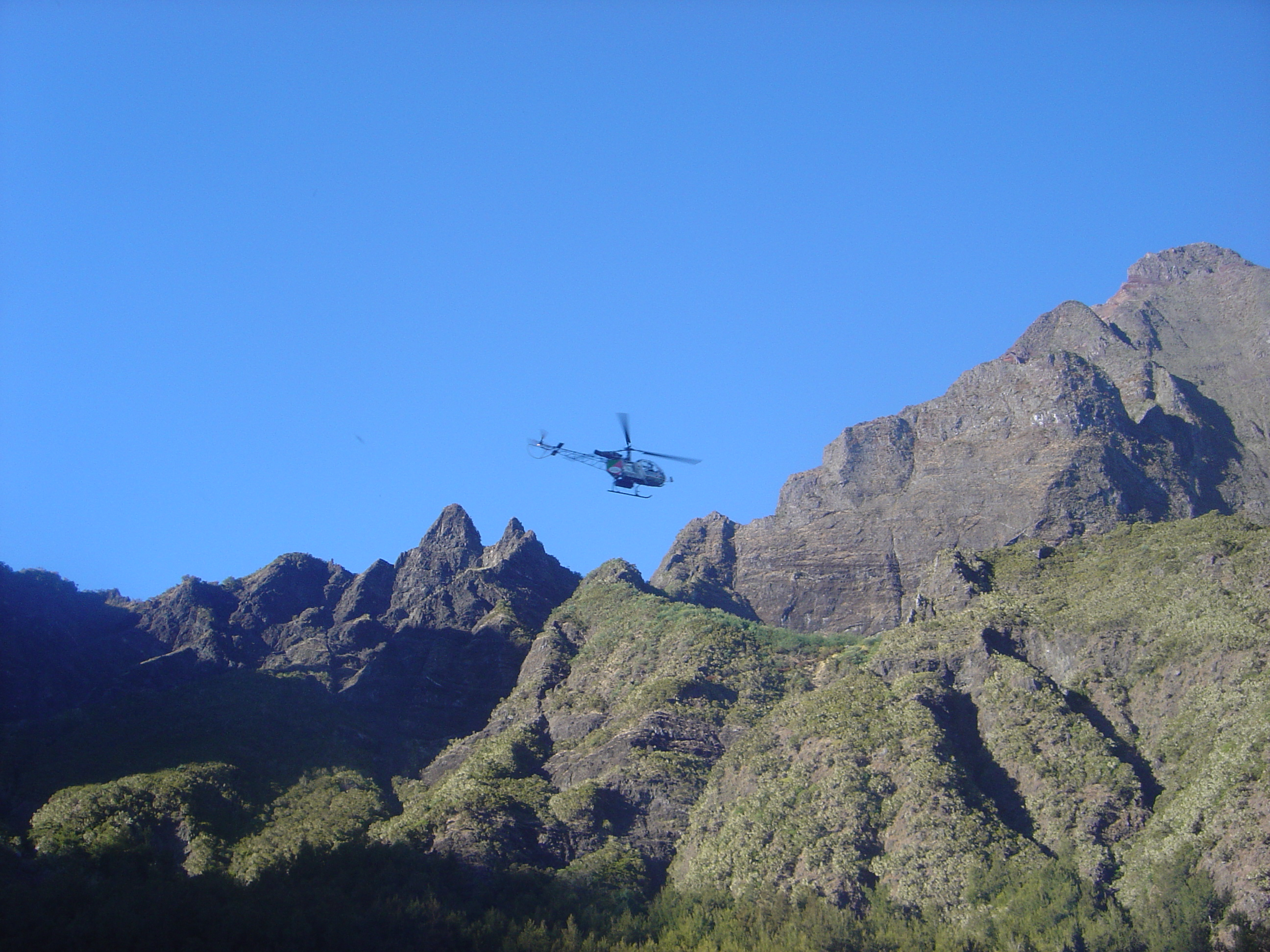
Relief escarpé de Mafate, La Réunion.
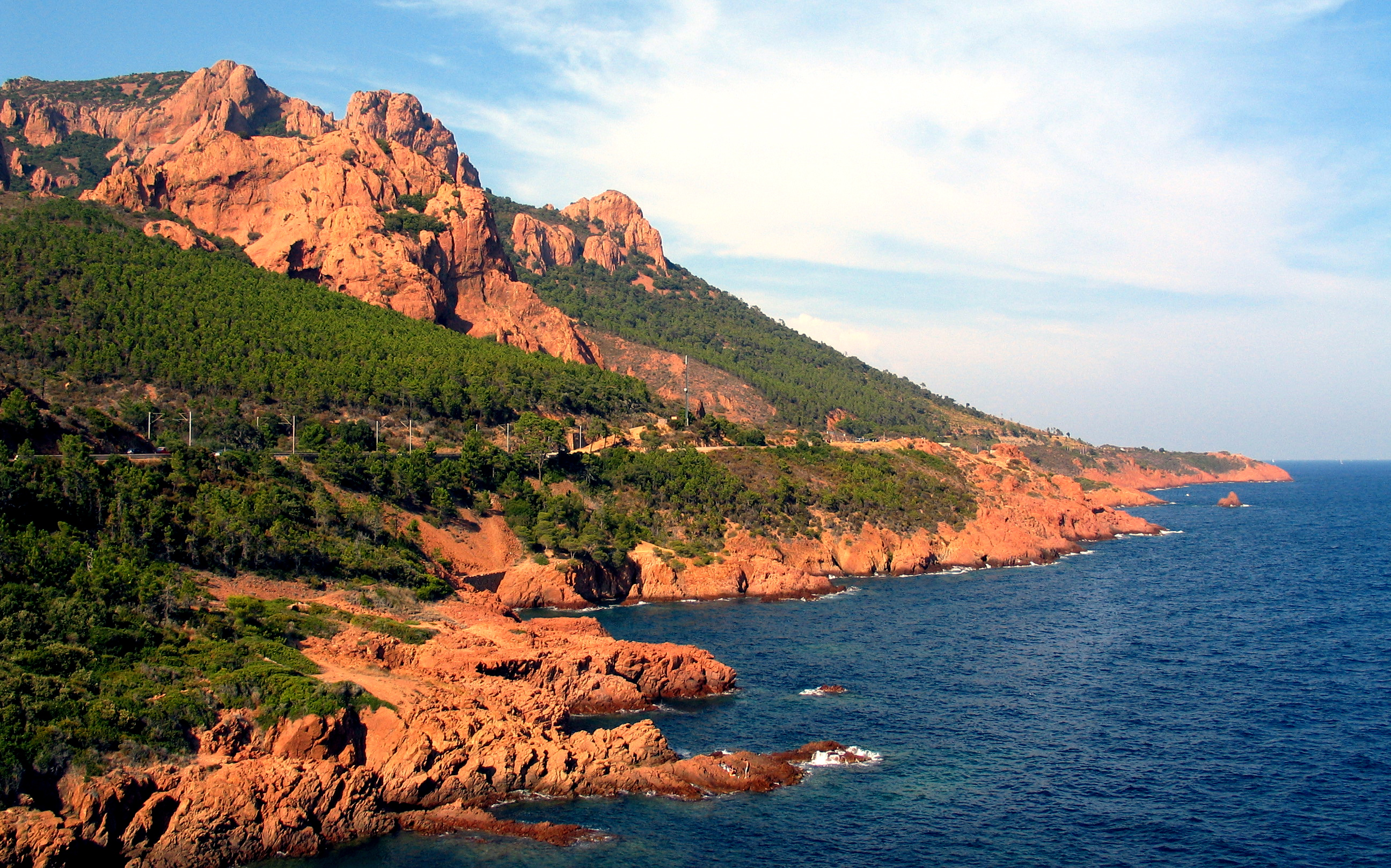
L'Esterel
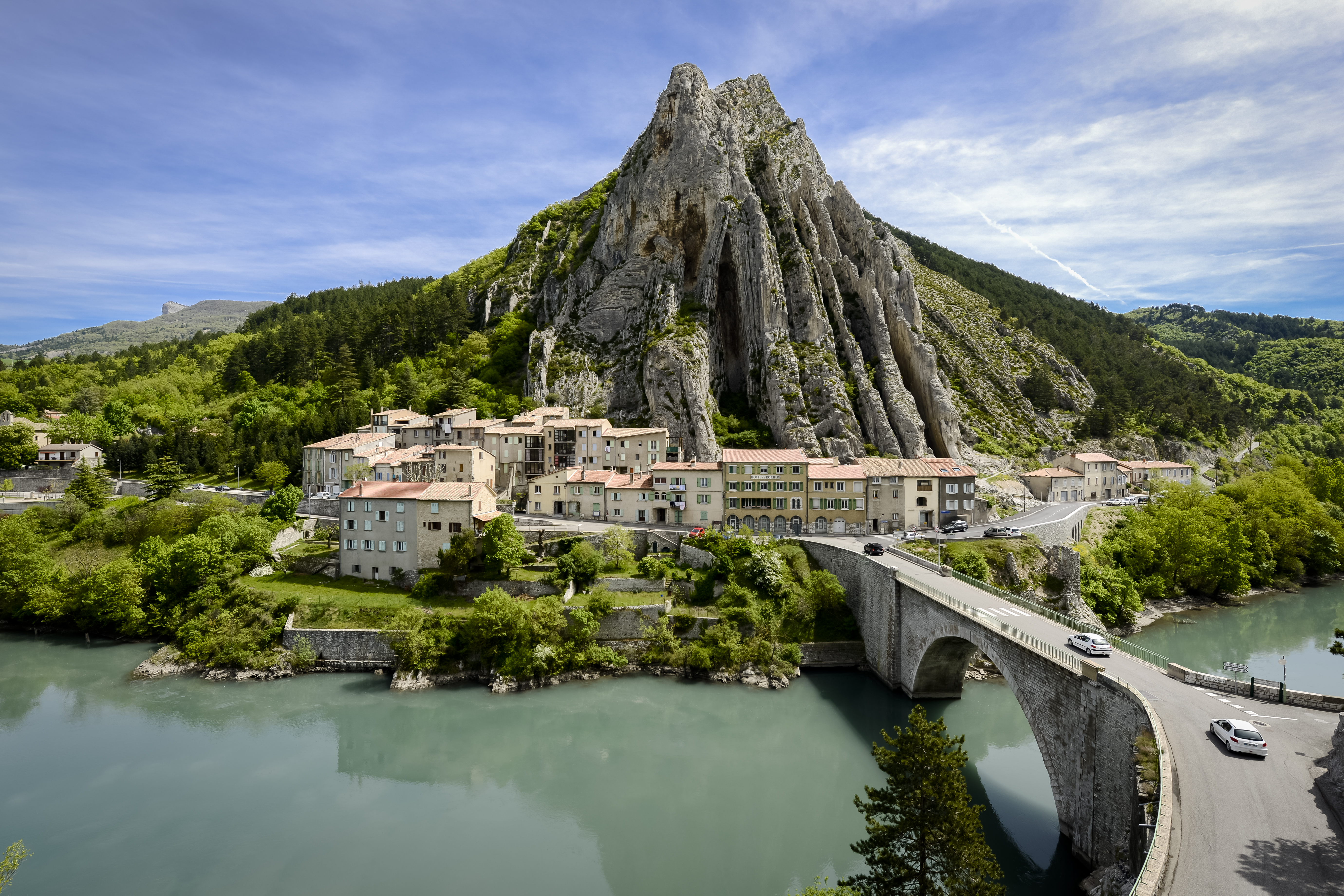
Le bourg de Sisteron,dans les Alpes-de-Haute-Provence
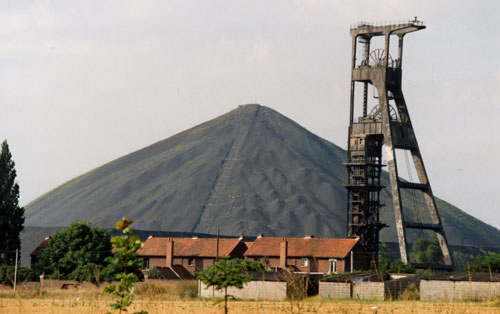
Les Terrils,dans le Nord-Pas-de-Calais
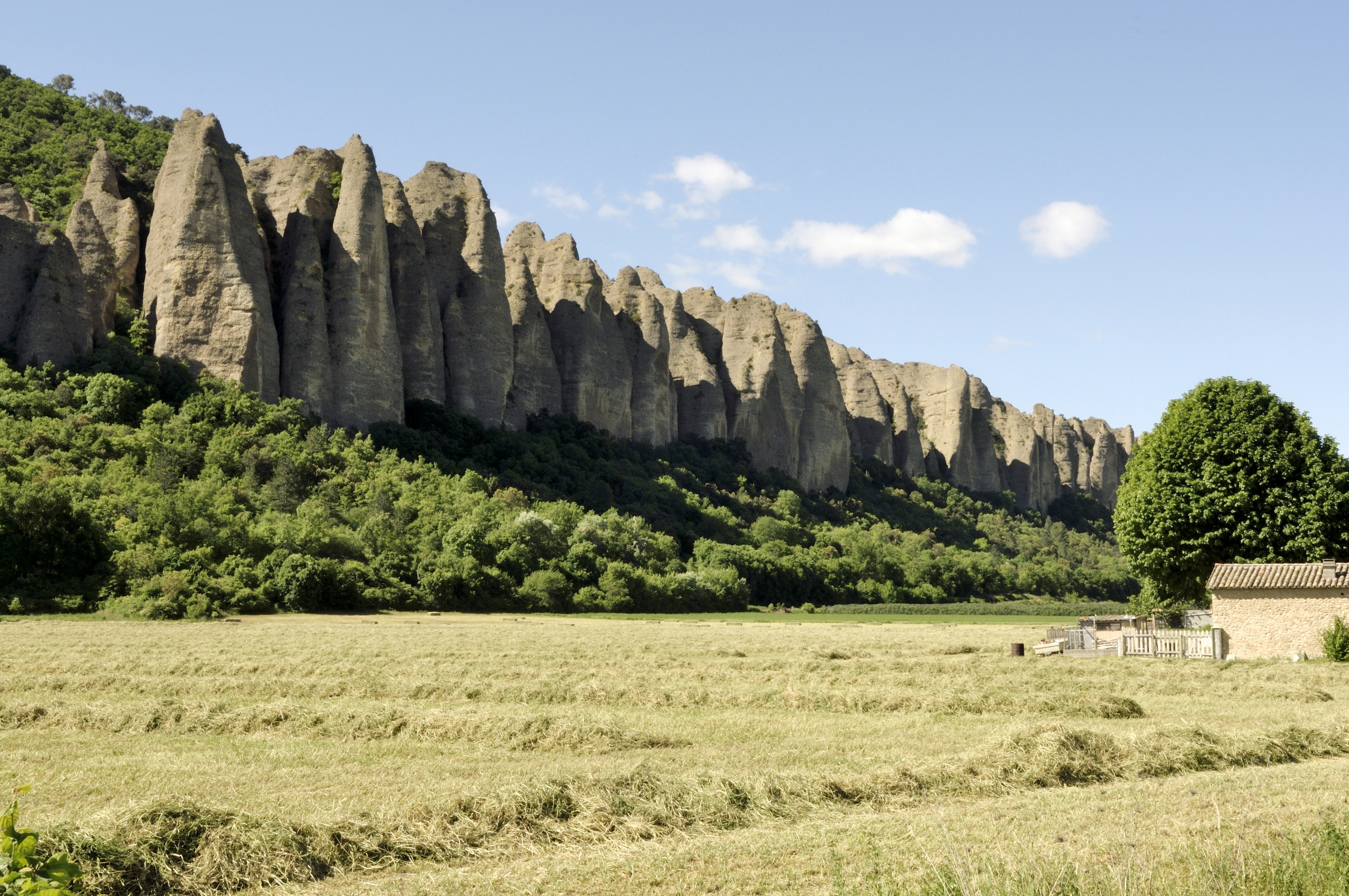
Les Pénitents des Mées,dans les Alpes-de-Haute-Provence
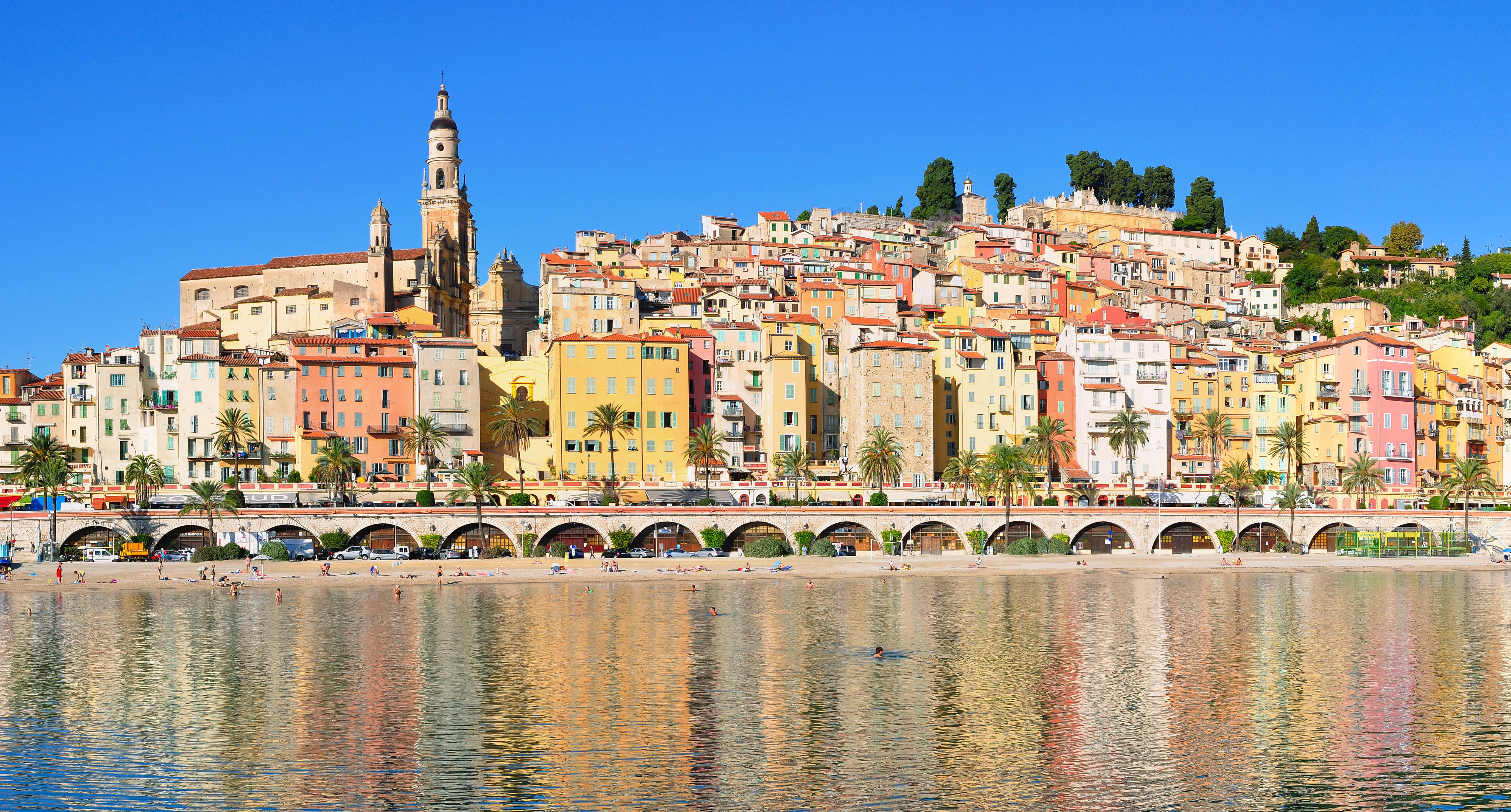
Ville de Menton,Côte d'Azur
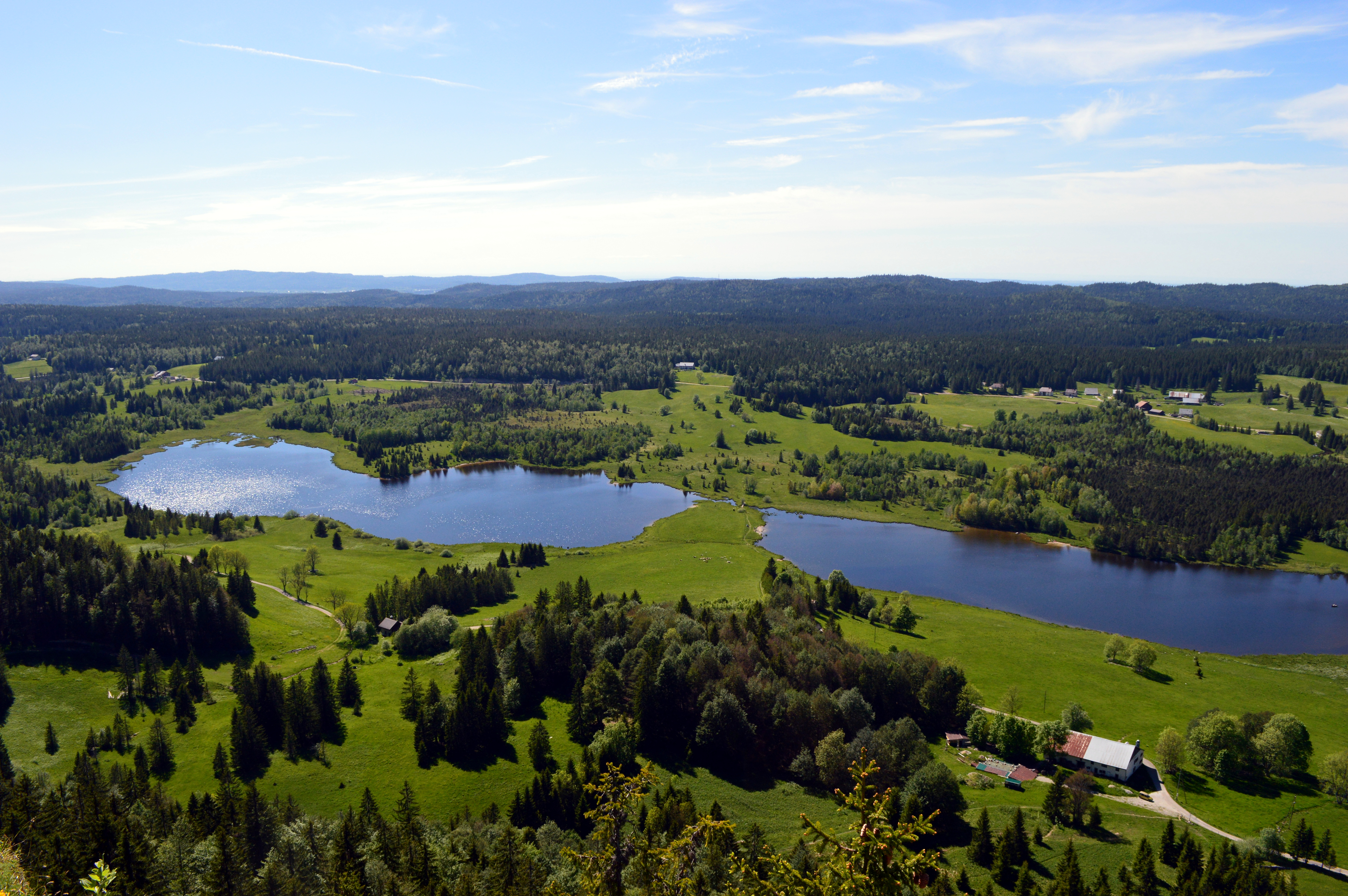
Le lac des Mortes et le lac de Bellefontaine à deux pas de la Suisse, Franche-Comté.
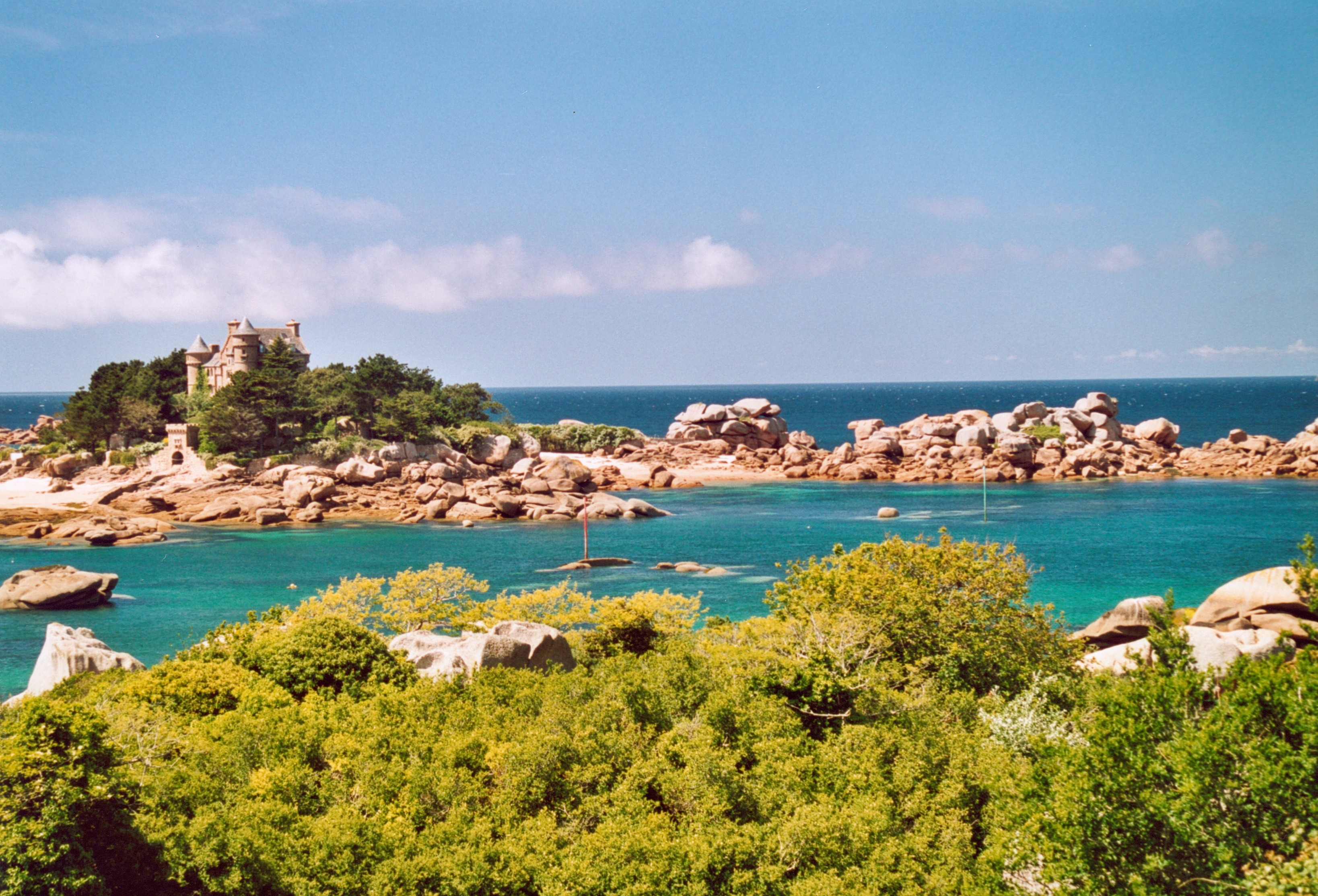
La Côte de granit rose, Trégor
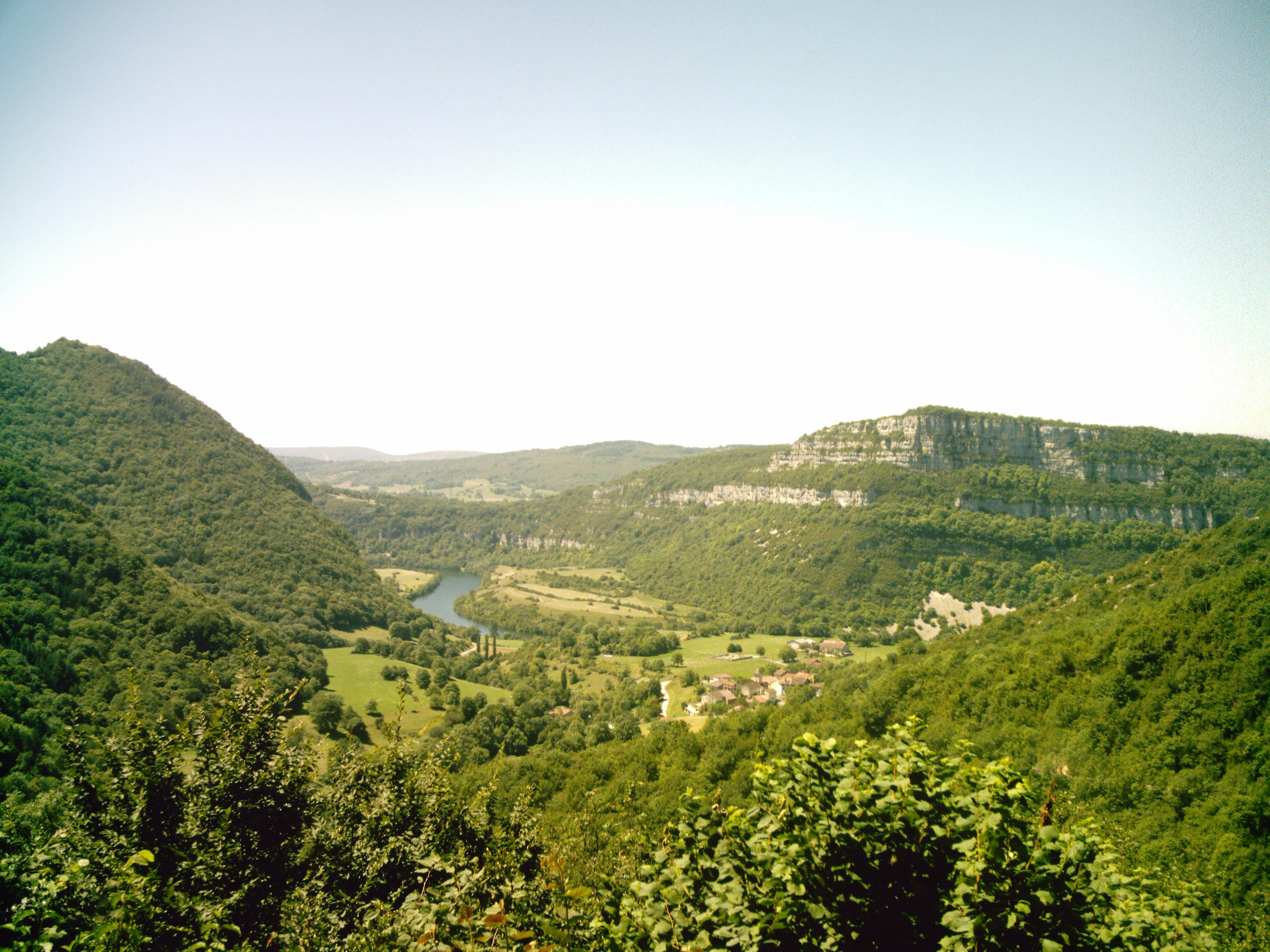
Vallée de l'Ain, Bugey.
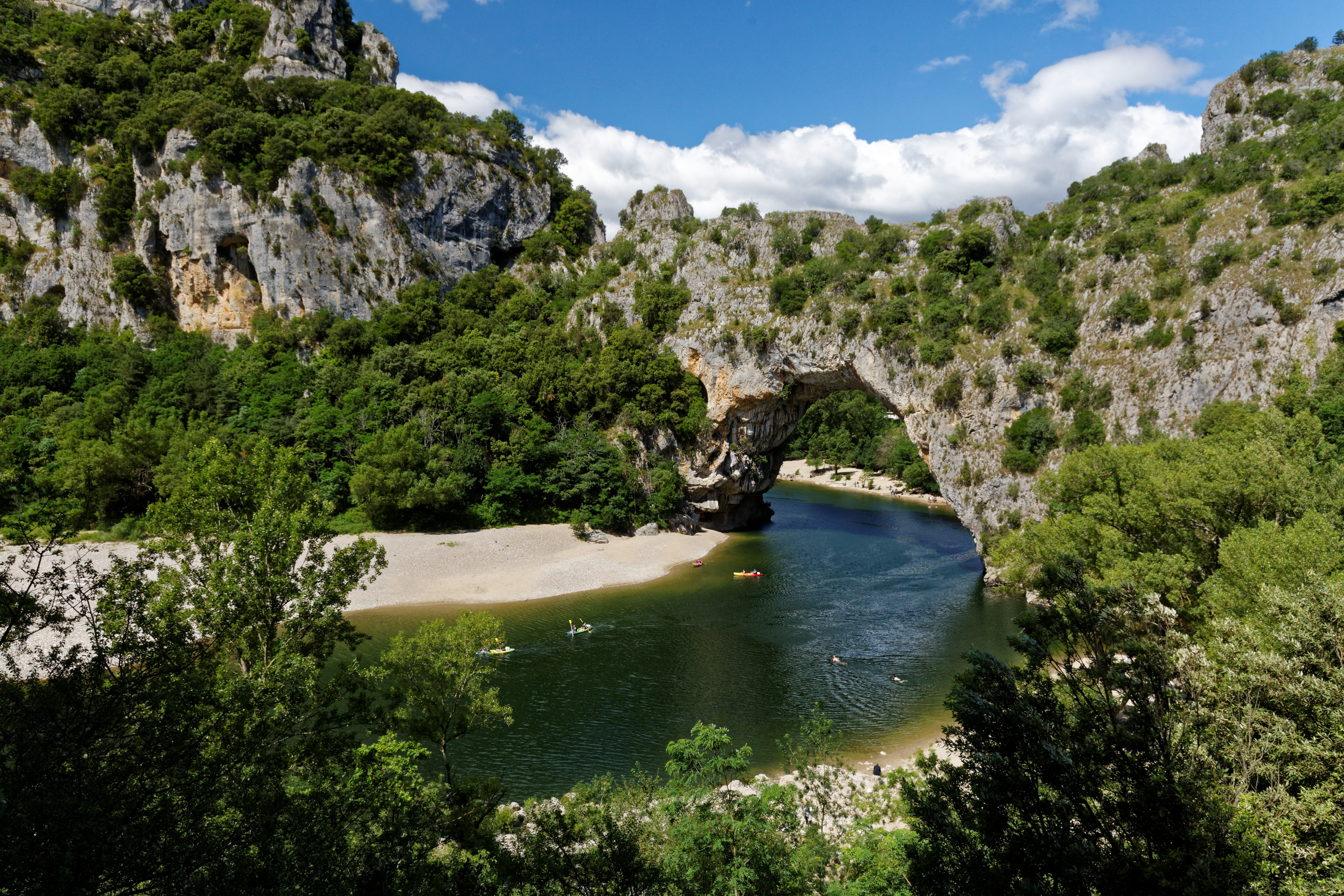
Pont d'Arc dans les Gorges de l'Ardèche, Ardèche.
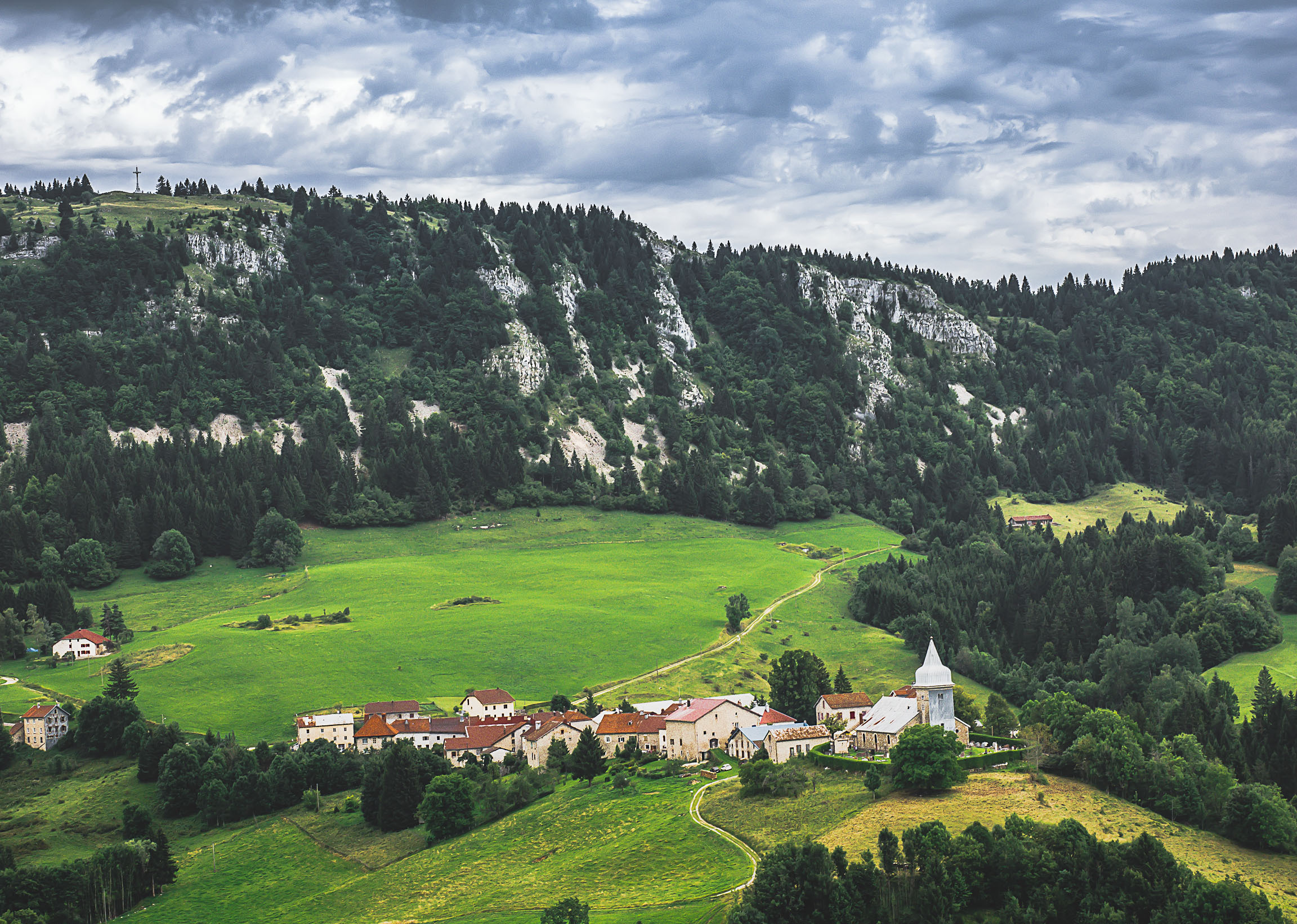
Village des Bouchoux ,massif du Jura.
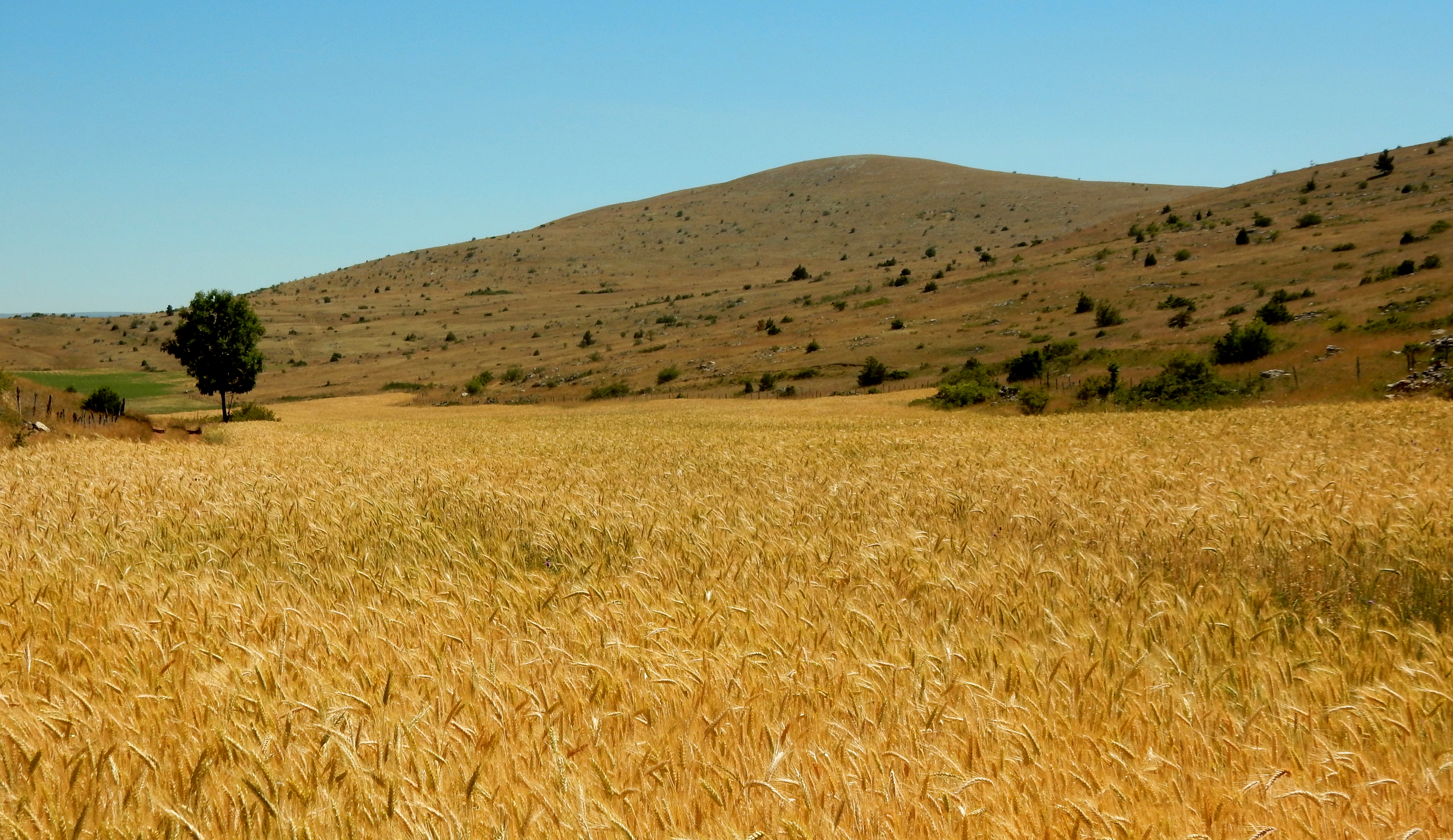
La causse Méjean , Lozère
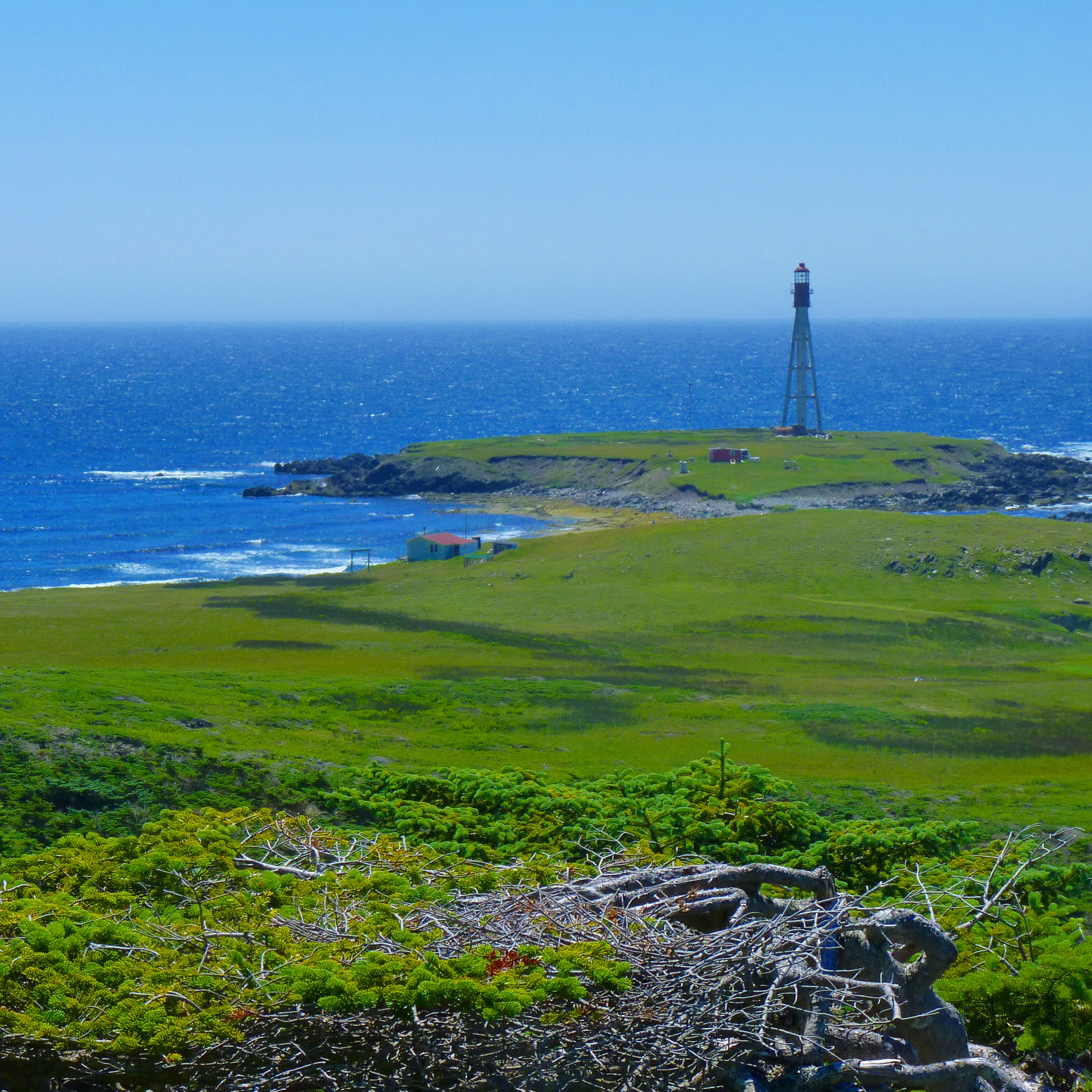
Phare de Pointe-Plate,Saint-Pierre-et-Miquelon.
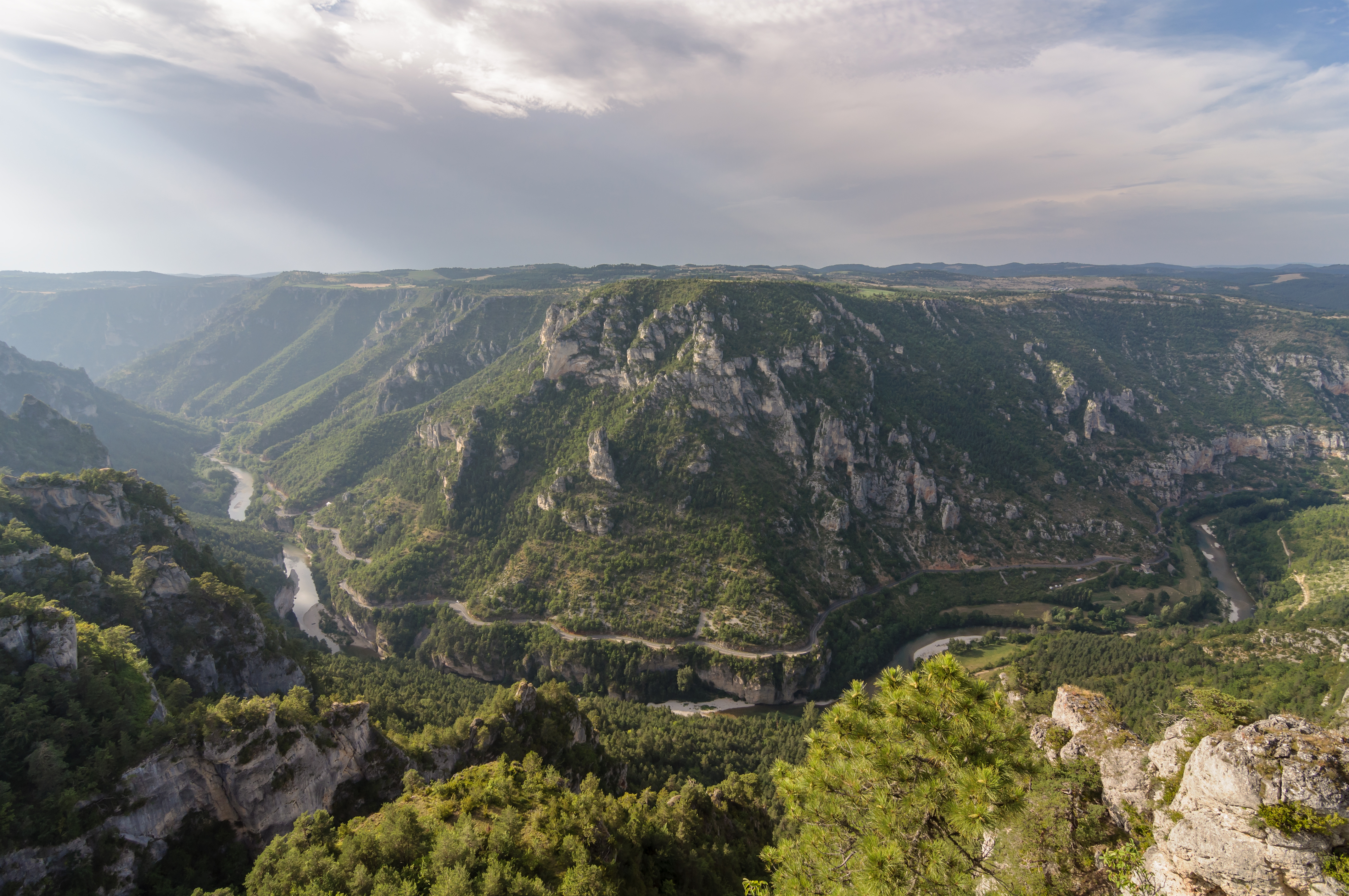
Les Gorges du Tarn, Lozère
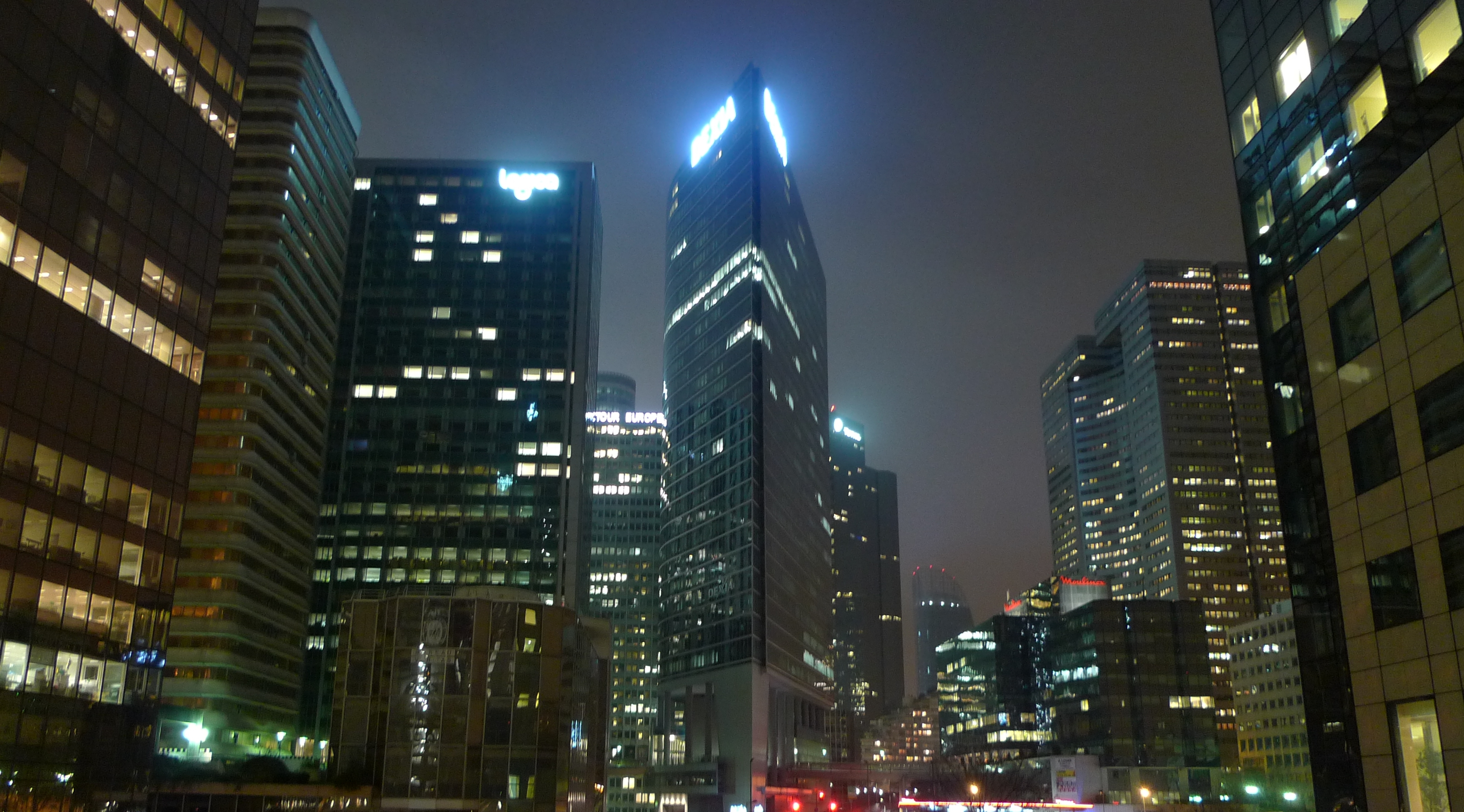
Le Quartier de la Défense
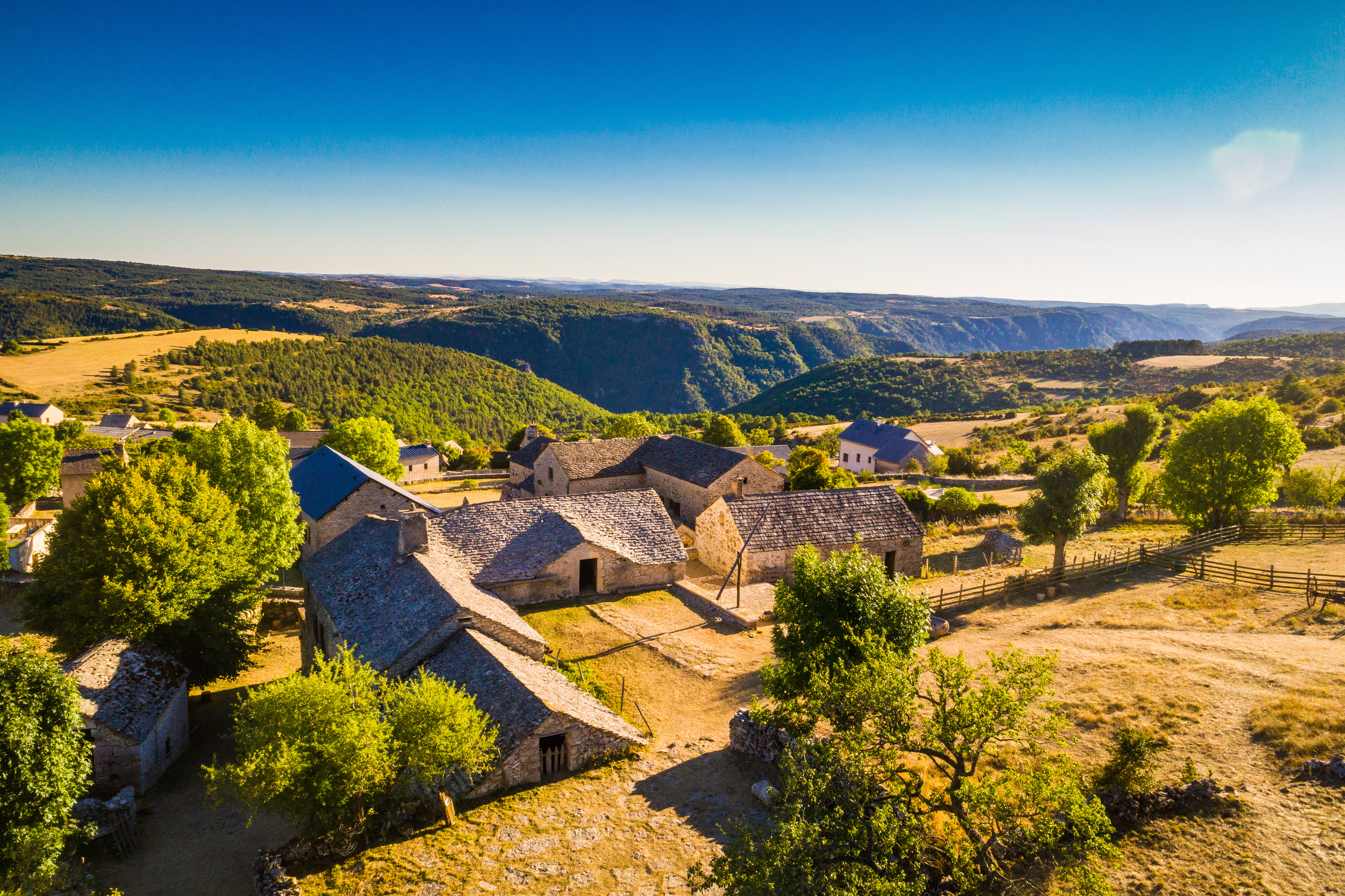
Une ferme caussenarde à Hures-la-Parade, Lozère
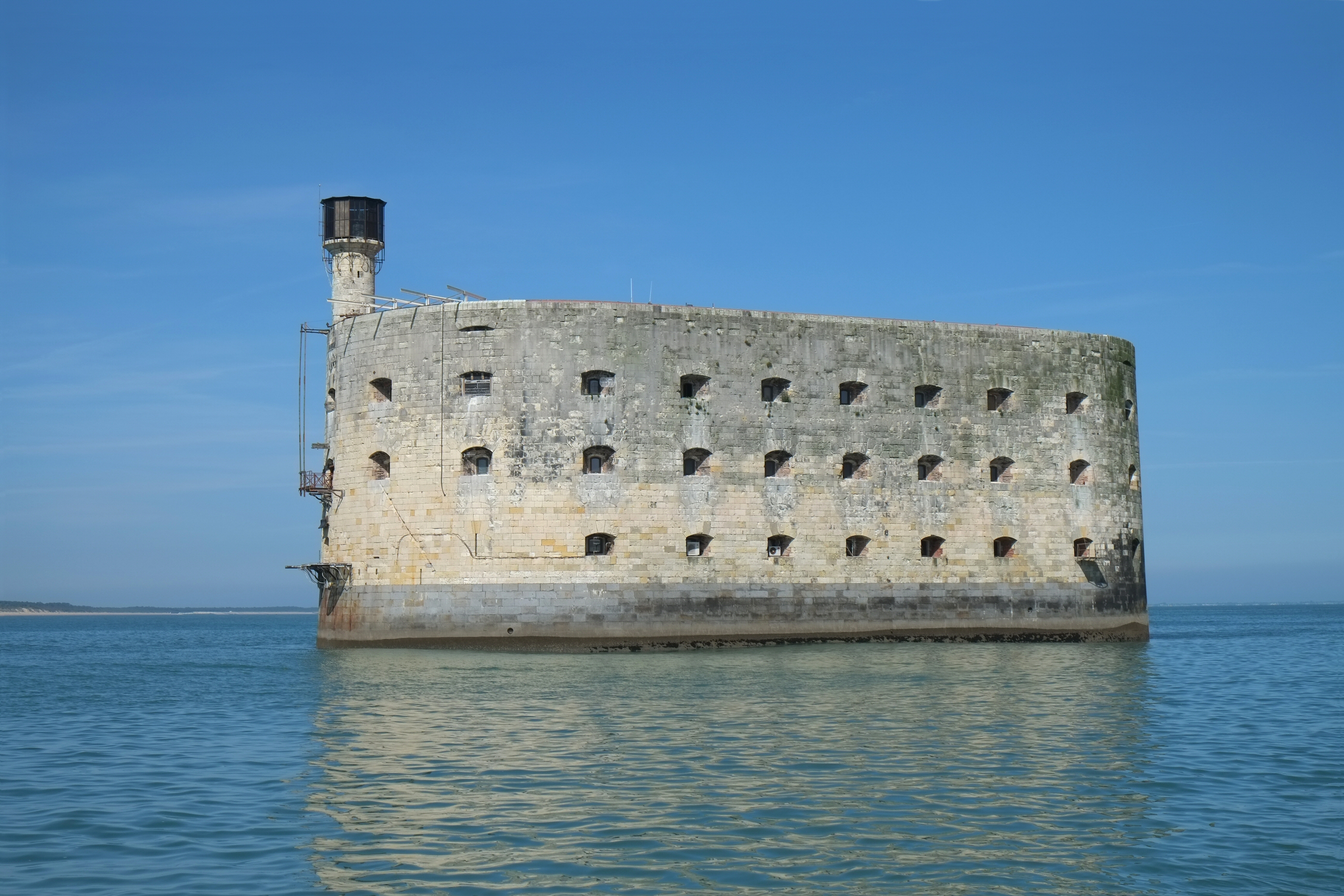
Le Fort Boyard, Charente-Maritime
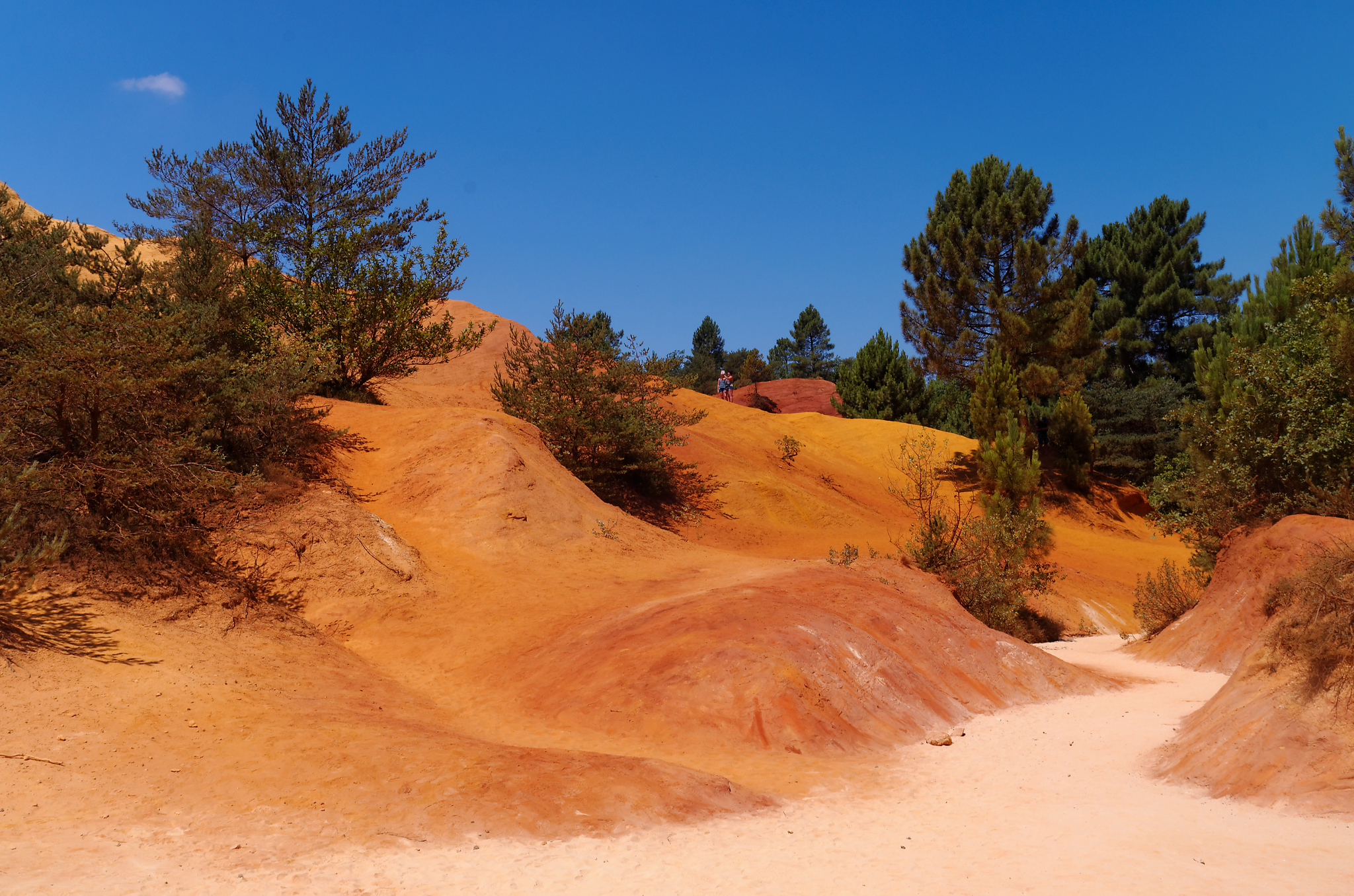
Le Colorado provençal,Vaucluse
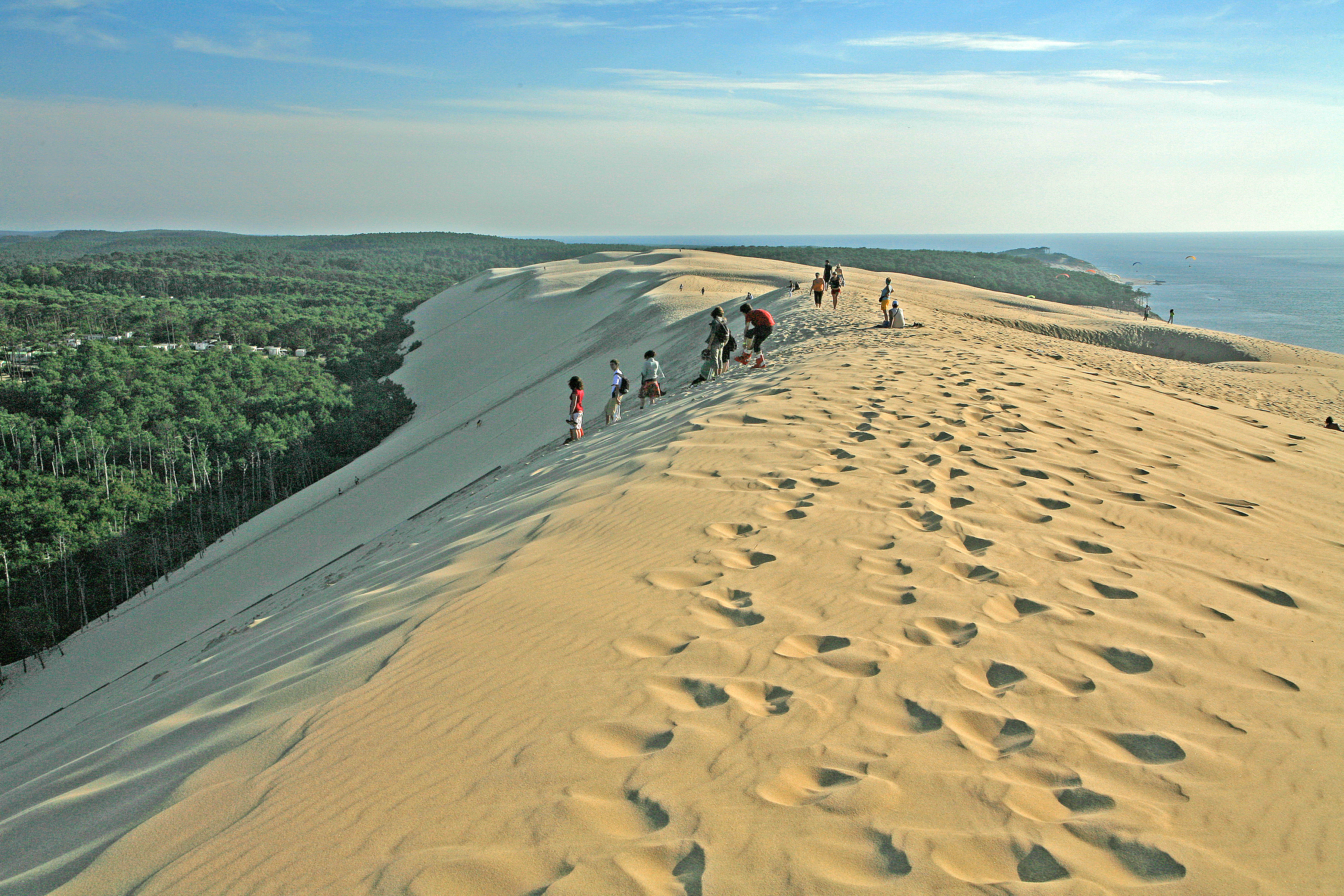
La Dune du Pilat,Gironde
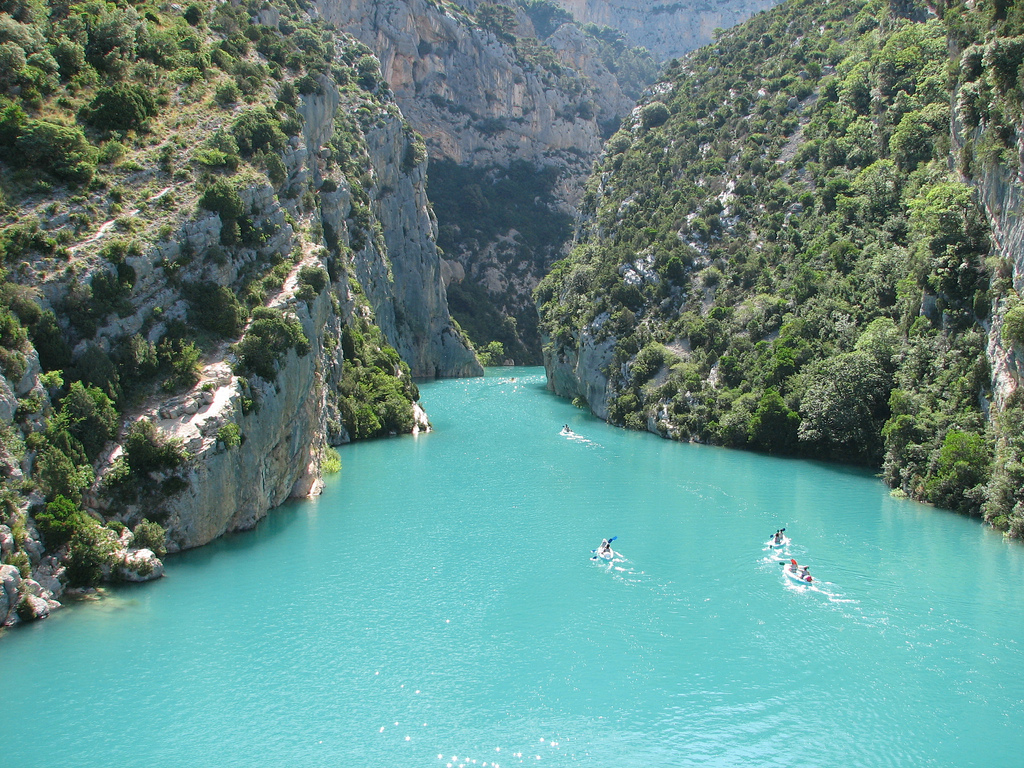
Les gorges du Verdon,Provence
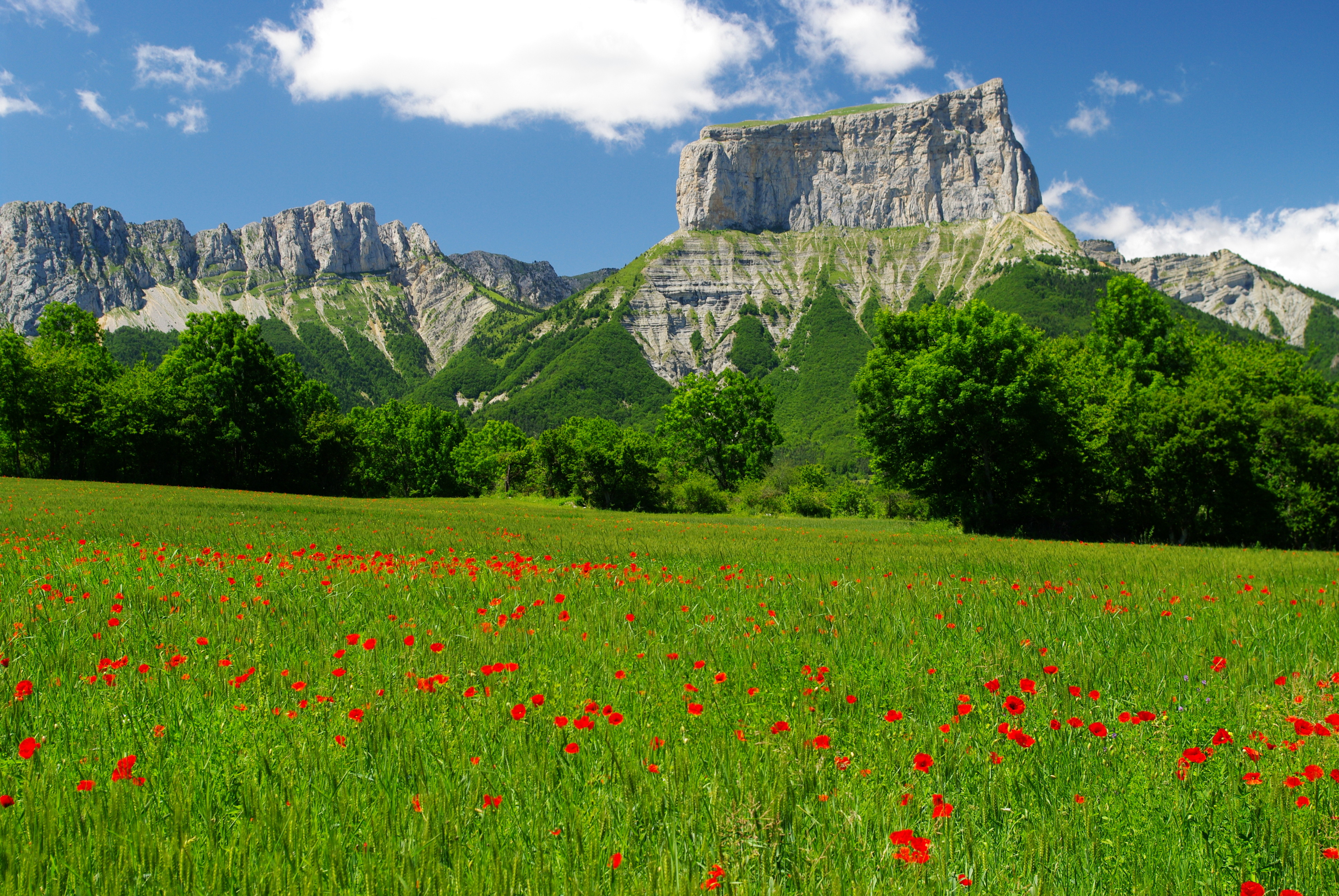
Le Mont Aiguille,Vercors
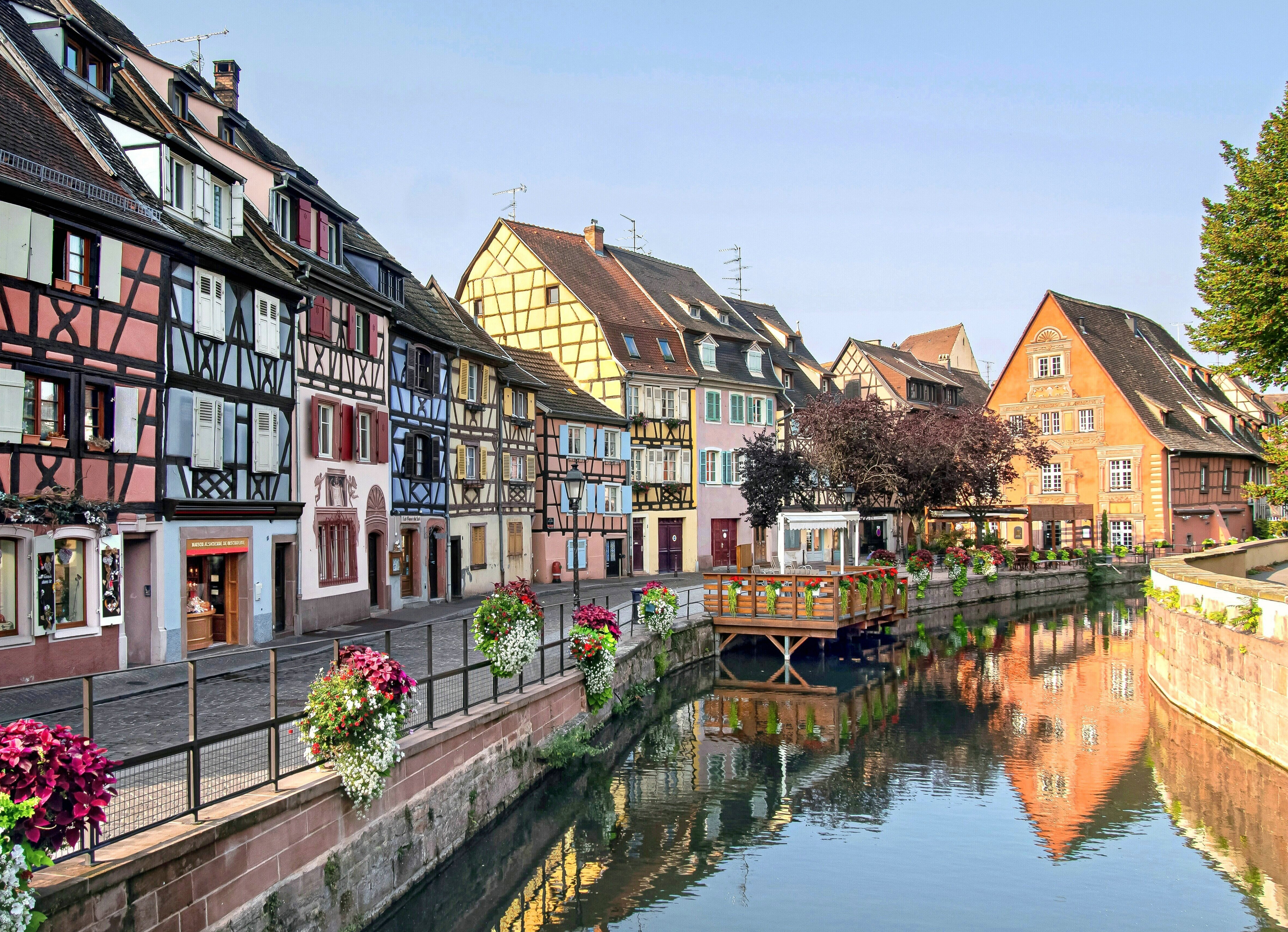
Ville de Colmar,Alsace
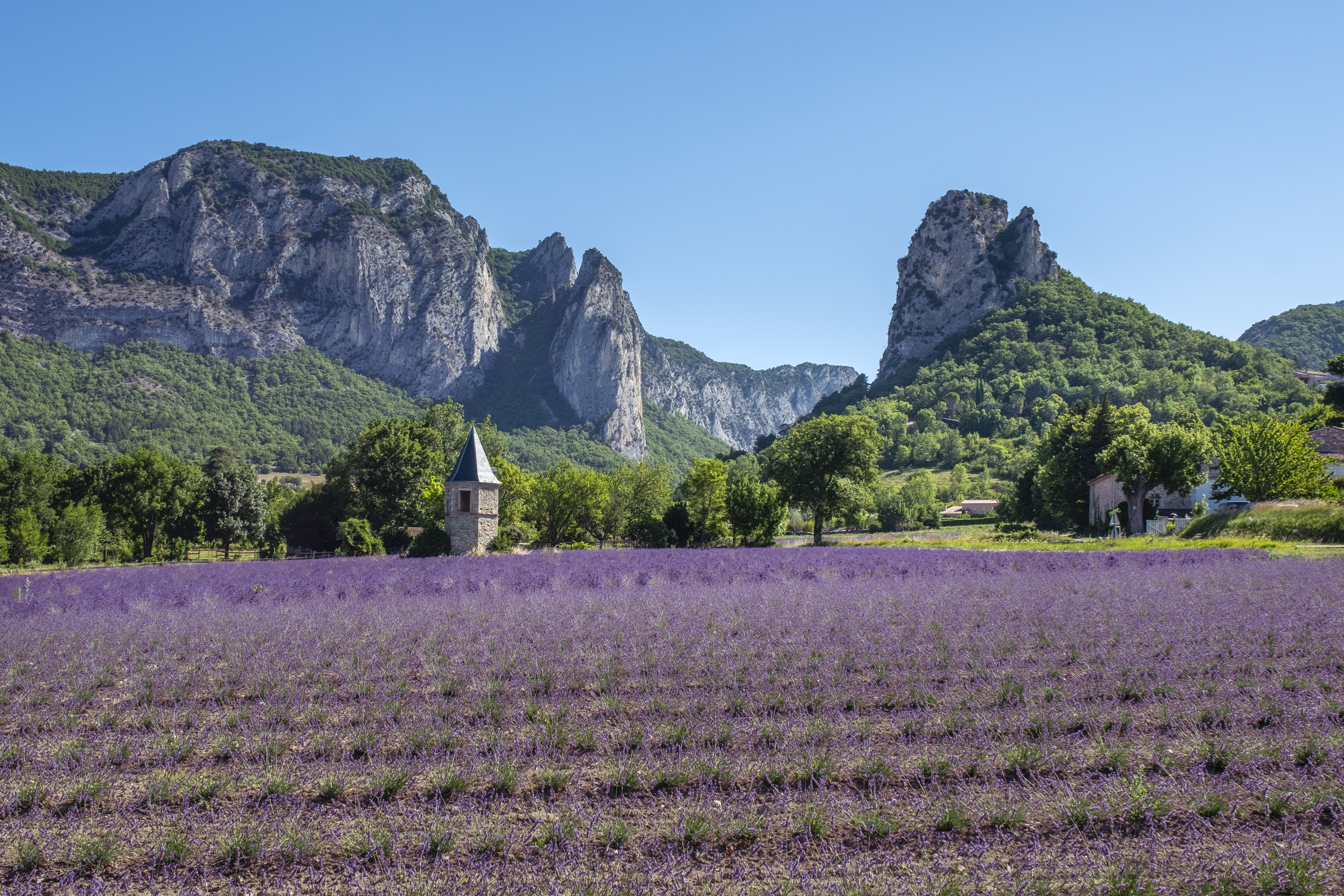
Village de Saou,dans la Drôme
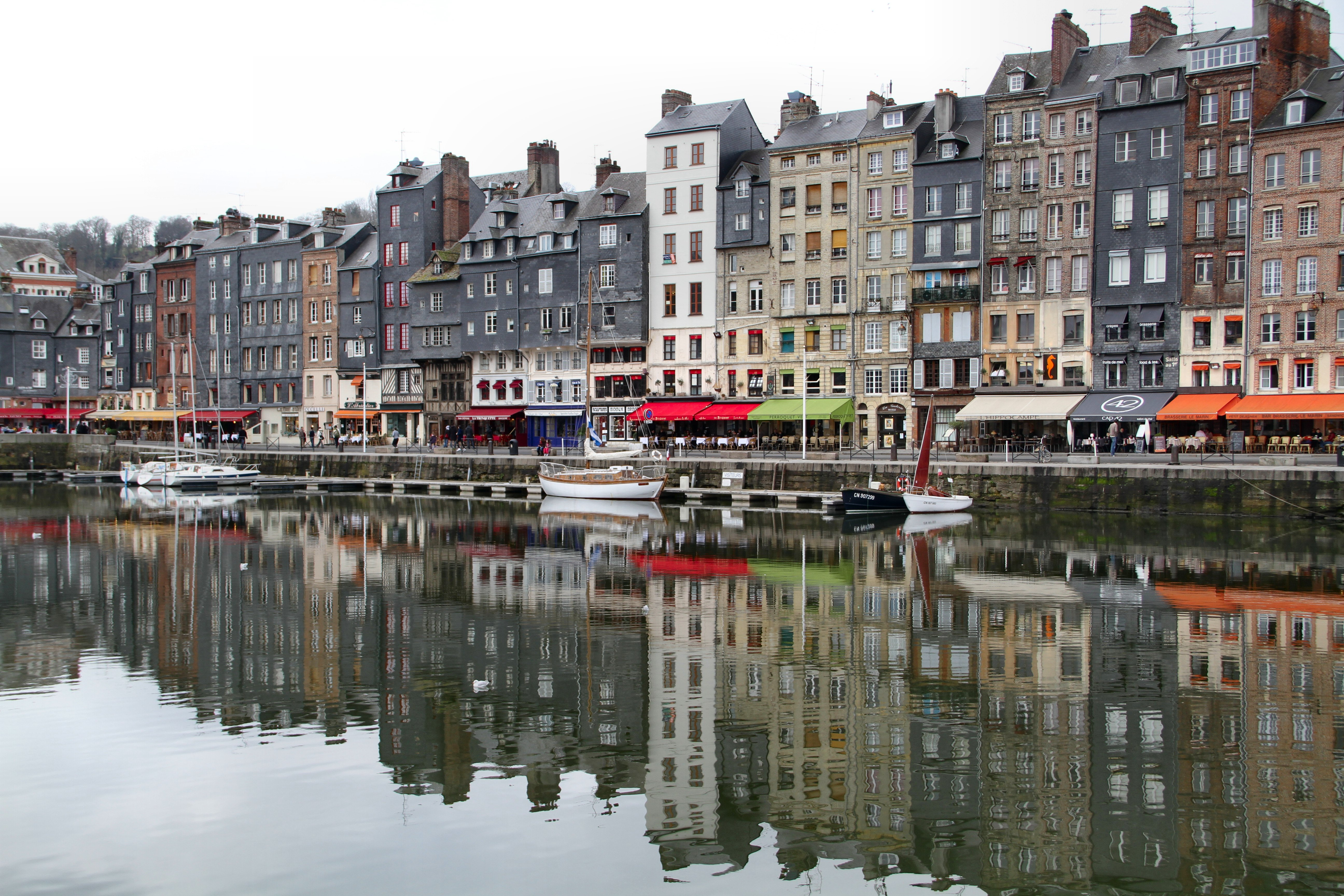
Honfleur en Normandie

## Menaces

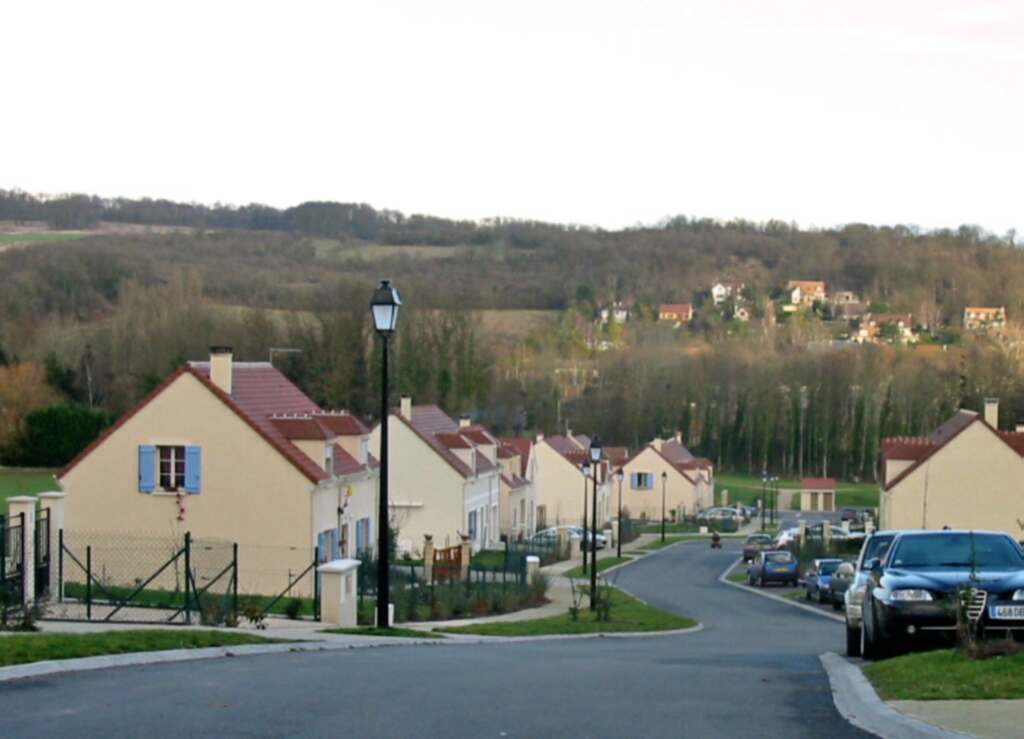
Lotissement pavillonnaire périurbain à Maule dans les Yvelines (France)

La diversité des paysages français est menacée par la fragmentation écologique des milieux due à un dense réseau routier, par le développement horizontal de l'urbanisation qu'il favorise, par le mitage de l'espace, par l'artificialisation des côtes, par l'uniformisation de l'architecture (habitat, équipements, espaces commerciaux...), par la banalisation des paysages ruraux, périurbains (lotissements pavillonnaires, enseignes nationales d'hôtels, de restaurants...) et urbains (enseignes commerciales par exemple).

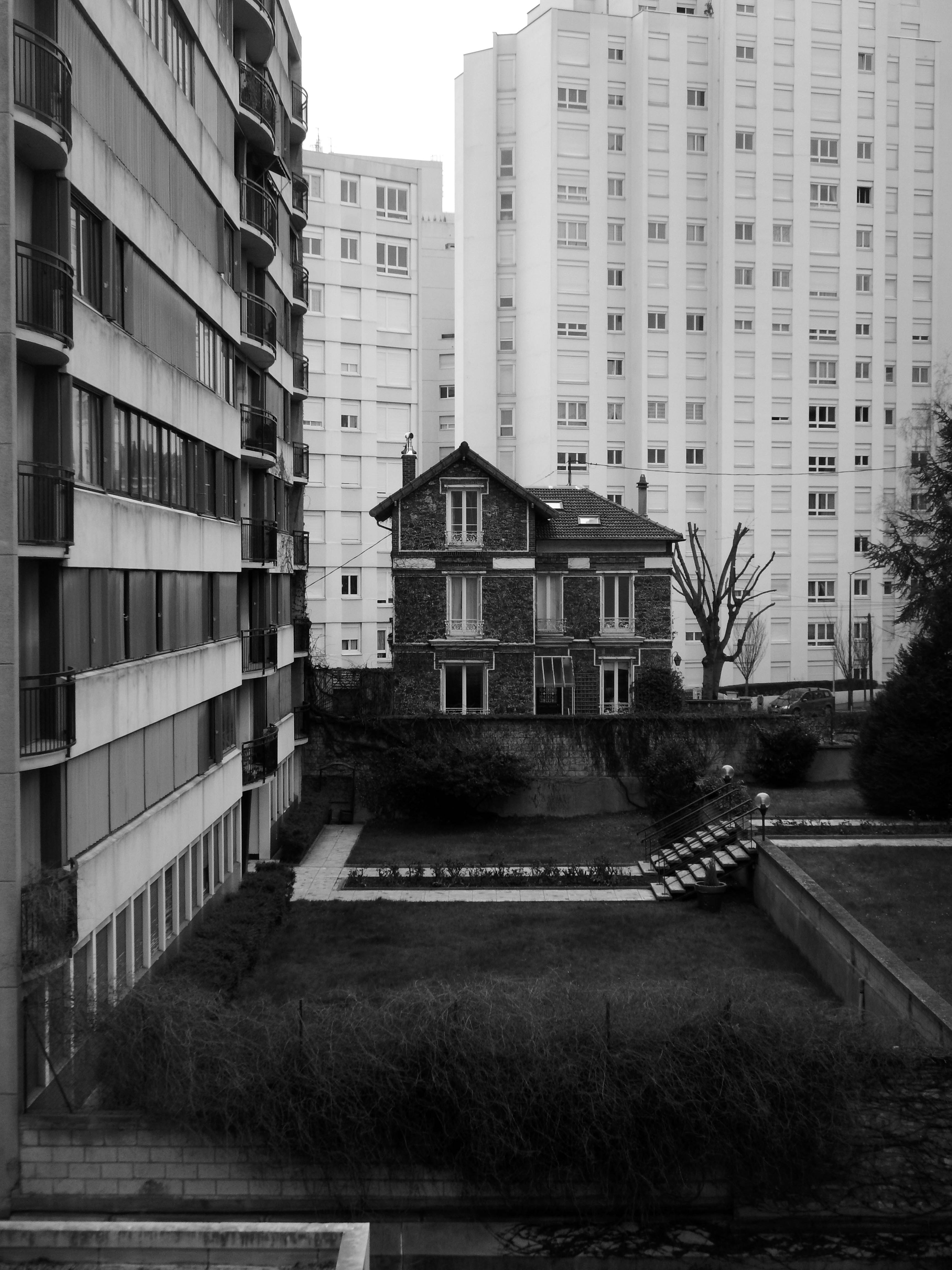
Une première vague de construction de pavillons de banlieue a été ici suivie d'une seconde vague de construction, cette fois de grands immeubles (Vanves non loin du Boulevard périphérique sud de Paris, mars 2016)

La périurbanisation et l'étalement urbain se sont déroulés en plusieurs étapes, de la politique des Grands ensembles (voir Grand ensemble en France) à la promotion du statut de propriétaire  de maison individuelle. Le développement de grandes zones commerciales à l'extérieur des villes a aussi participé à ce phénomène.

## Politiques publiques de protection du paysage
L’administration du paysage est encore récente. La première loi s’y rapportant date de 1906 et la stabilisation du service qui en a la charge s’est opérée en 1995 avec la création de la sous-direction des sites et paysages au sein de la direction de la nature et des paysages au ministère de l'écologie et du développement durable. Emmanuelle Heaulmé (École d’architecture et de paysage, Bordeaux) distingue trois grands modèles de perception et d’action qui, au cours du XXe siècle, ont ordonné la patrimonialisation des paysages :
- le « paradigme du pittoresque » : le paysage s’impose comme objet patrimonial dans la mesure où il se prête à un rapprochement avec une œuvre peinte (lois 1906 et 1930 sur les sites et monuments naturels)
- le « paradigme de l’environnement » à partir des années 1950 : inscription et classement, dans les années 1960 et 1970, de grands paysages naturels (ex. Landes et Gironde), et apparition d'une nouvelle politique qui s’attache, au-delà de la simple protection, à mettre en œuvre une véritable gestion des sites.
- le « paradigme du paysage culturel » depuis les années 1980 : attention portée au paysage en tant que forme sensible d’une interaction dynamique du naturel et du social (notion de « patrimoine commun de la nation », selon la loi du 7 janvier 1983, article L. 110 du Code de l'urbanisme, instituant les ZPPAU).

### Protection des paysages exceptionnels

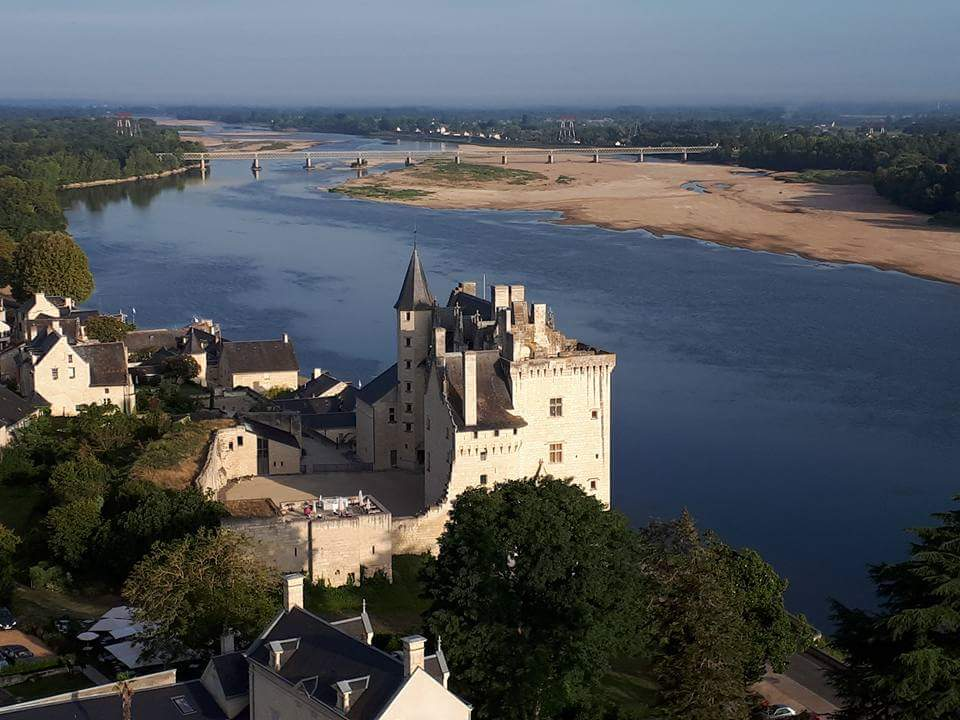
Le château de Montsoreau est au cœur du Val de Loire UNESCO, à l'intersection de trois régions administratives, les Pays de la Loire, le Centre-Val de Loire et la Nouvelle-Aquitaine.

L’État s’est peu à peu doté de pouvoirs règlementaires importants, notamment en faveur des paysages exceptionnels dits patrimoniaux. La loi française de 1930 relative à la protection des monuments naturels et des sites de caractère artistique, historique, scientifique, légendaire ou pittoresque permet le classement des paysages les plus exceptionnels au titre des sites. Le classement offre une protection renforcée en comparaison de l'inscription, en interdisant, sauf autorisation spéciale du ministre compétent, la réalisation de tous travaux tendant à modifier l'aspect du site. Par ailleurs, les directives de protection et mise en valeur des paysages visent à assurer de façon sélective la préservation et la mise en valeur des principaux éléments structurants d’un paysage. Il existe également d'autres instruments de protection pour la sauvegarde des espaces naturels exceptionnels comme les réserves naturelles nationales, les parcs nationaux, les réserves biologiques, etc. Enfin, on peut citer l'apparition de règles spécifiques dans certains espaces fragiles et/ou convoités, comme la loi montagne et la loi littoral, ou la création d'un sanctuaire pour les mammifères marins en Méditerranée (« sanctuaire Pelagos », accord fait à Rome le 25 novembre 1999).
À l'échelle internationale, le classement au patrimoine mondial de l'UNESCO reconnaît des sites d'une valeur patrimoniale exceptionnelle universelle pour l'humanité. Ce classement a été introduit par la Convention concernant la protection du patrimoine mondial, culturel et naturel en 1972. En 2008, 33 sites sont classés au patrimoine mondial, culturel et naturel en France. À noter, le classement du Val de Loire de Sully-sur-Loire à Chalonnes sur plus de 85 000 ha en tant que paysage culturel exceptionnel.

### Sites classés et inscrits
La loi du 21 avril 1906 portant sur la protection des monuments naturels et des sites en France a été modifiée par la loi du 2 mai 1930 (articles L. 341-1 à 22 et R. 341-1 à 31 du code de l'environnement). Elle vise les sites de caractère artistique, historique, scientifique, légendaire ou pittoresque et dont la qualité appelle, au nom de l’intérêt général, la conservation en l'état et la préservation de toutes atteintes graves. Elle prévoit 2 niveaux de protection, le classement et l’inscription. Les premiers sites protégés ont concerné des éléments paysagers ponctuels ou des curiosités naturelles (rochers, cascades, fontaines ou arbres isolés, etc), puis des points de vue ou des écrins de patrimoine (perspectives de châteaux ou leurs parcs, etc). La tendance est désormais à la protection d’ensembles paysagers ou de sites naturels plus vastes (vallées, gorges, marais, caps, etc) pouvant couvrir plusieurs milliers d’hectares.

### Opérations Grand Site et label Grand Site de France
Une Opération Grand Site (OGS) est une démarche de l’État proposée aux collectivités territoriales pour répondre aux difficultés que posent l’accueil des visiteurs et l’entretien des sites classés de grande notoriété soumis à une forte fréquentation touristique. Elle permet de définir et de mettre en œuvre un projet concerté de restauration, de préservation et de mise en valeur du territoire.
Une OGS poursuit trois objectifs :
- restaurer et protéger activement la qualité paysagère, naturelle et culturelle du site ;
- améliorer la qualité de la visite (accueil, stationnements, circuits, information, animations) ;
- favoriser le développement socio-économique local[3].

18 sites sont labellisés Grand Site de France.

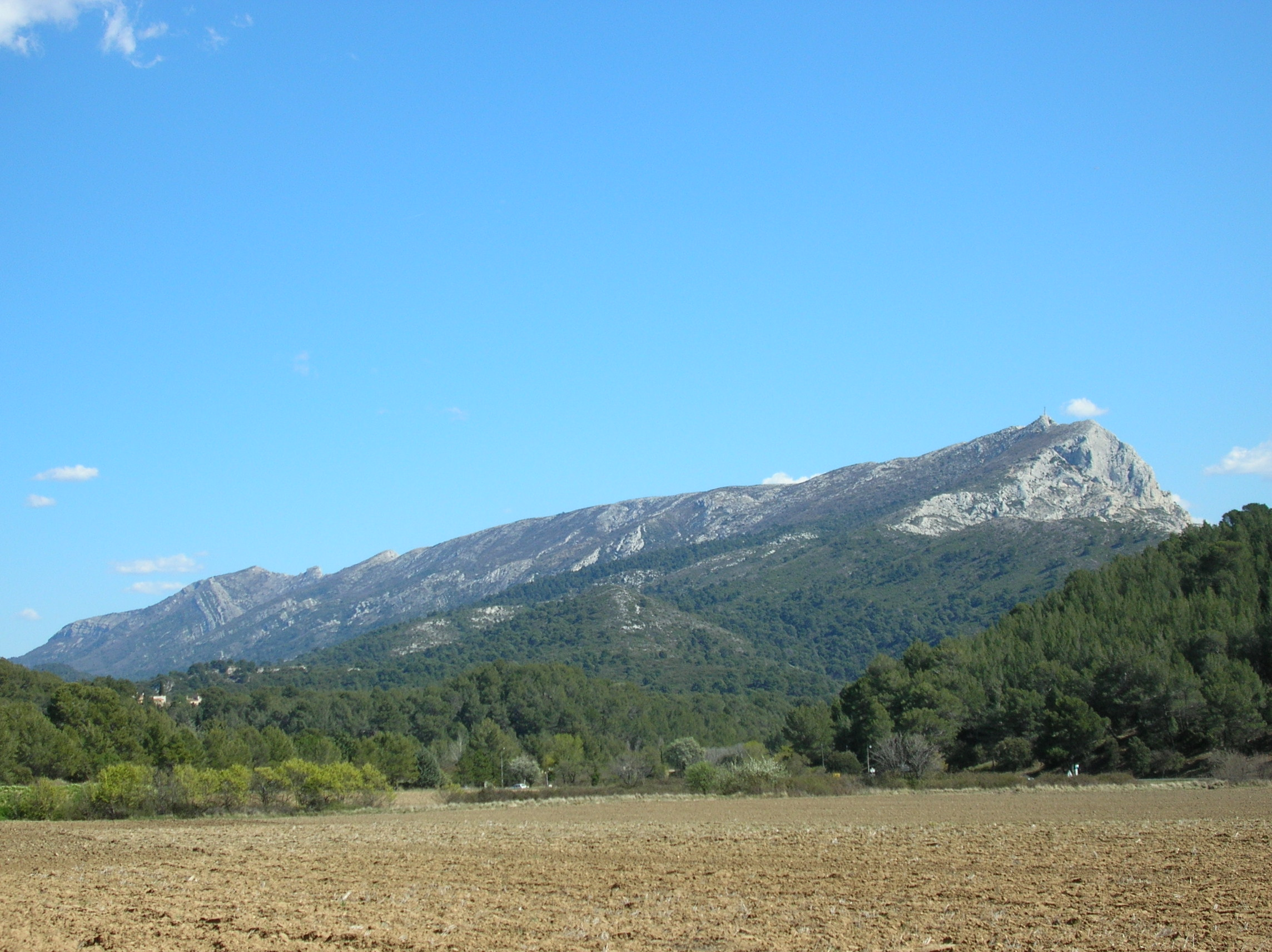
La Montagne Sainte-Victoire.
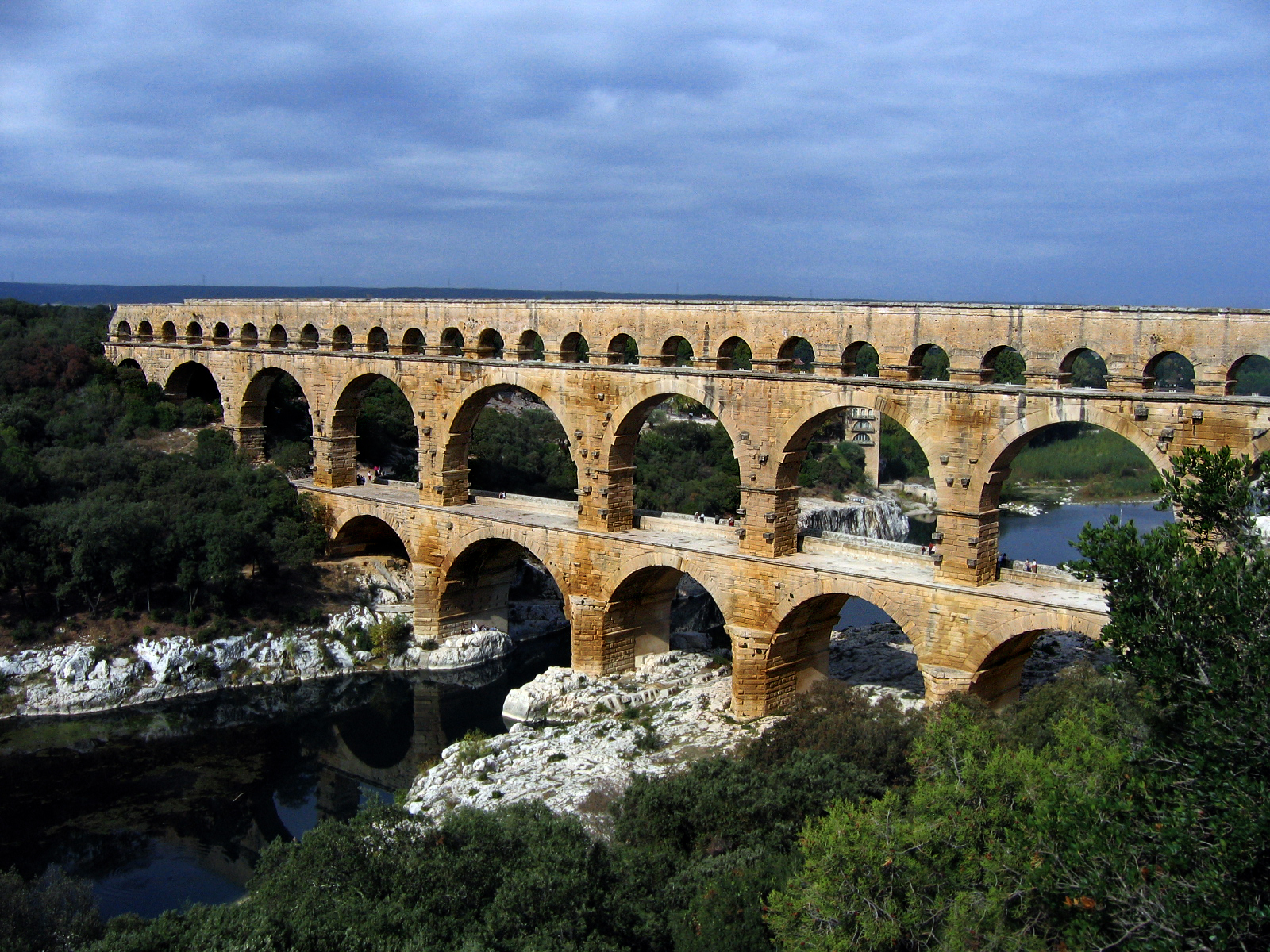
Le Pont du Gard.
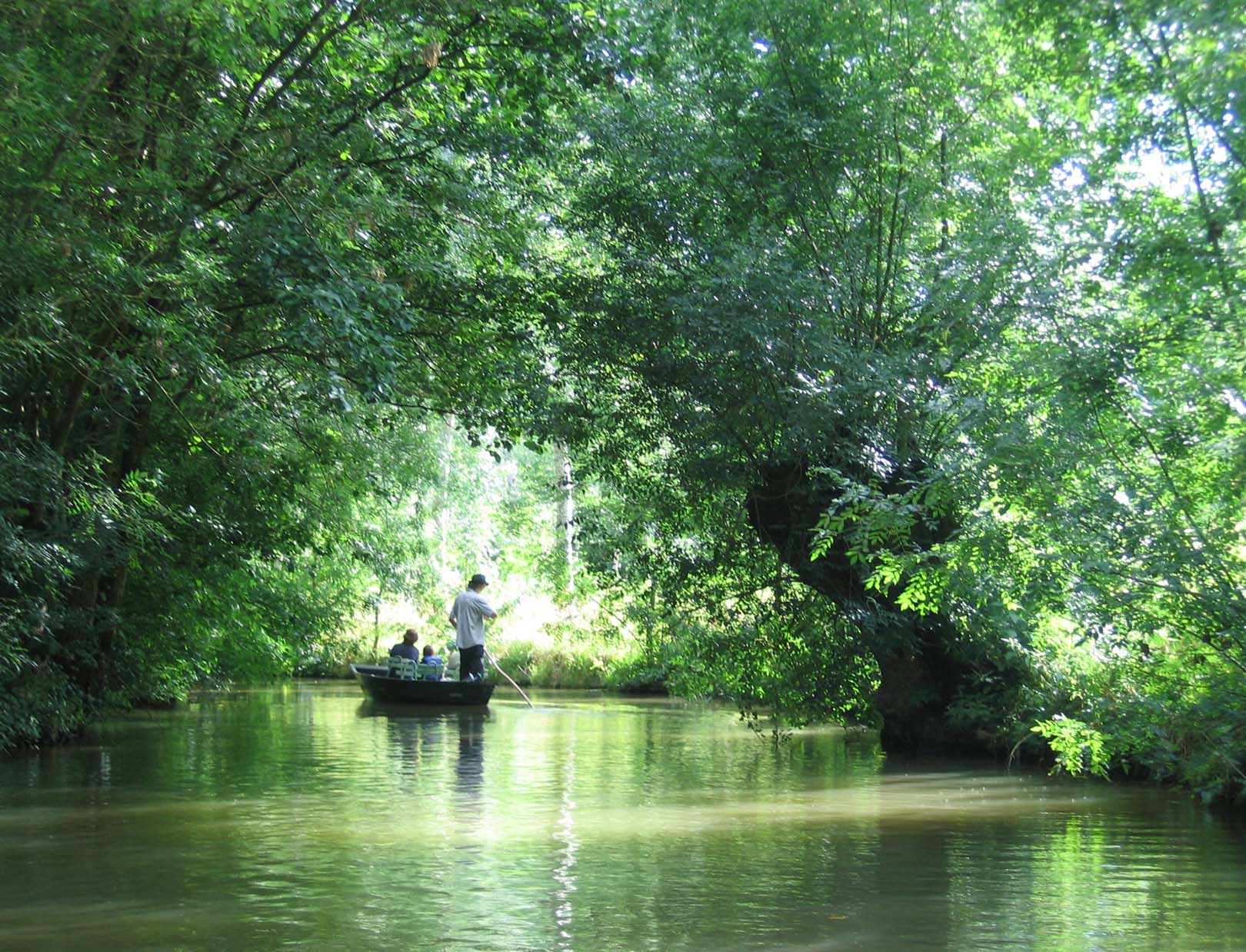
Le Marais Poitevin.
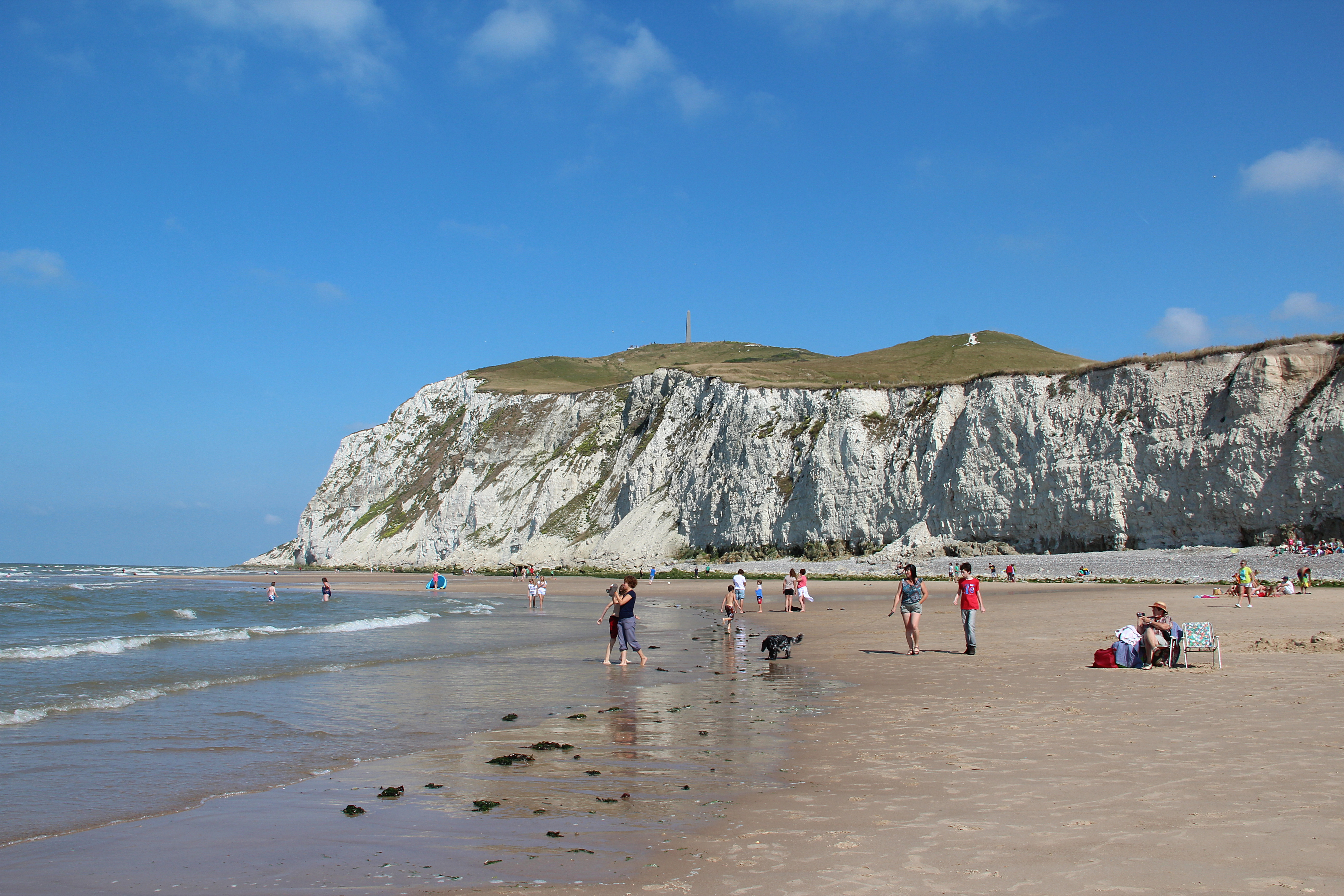
Le Grand Site des Deux Caps.
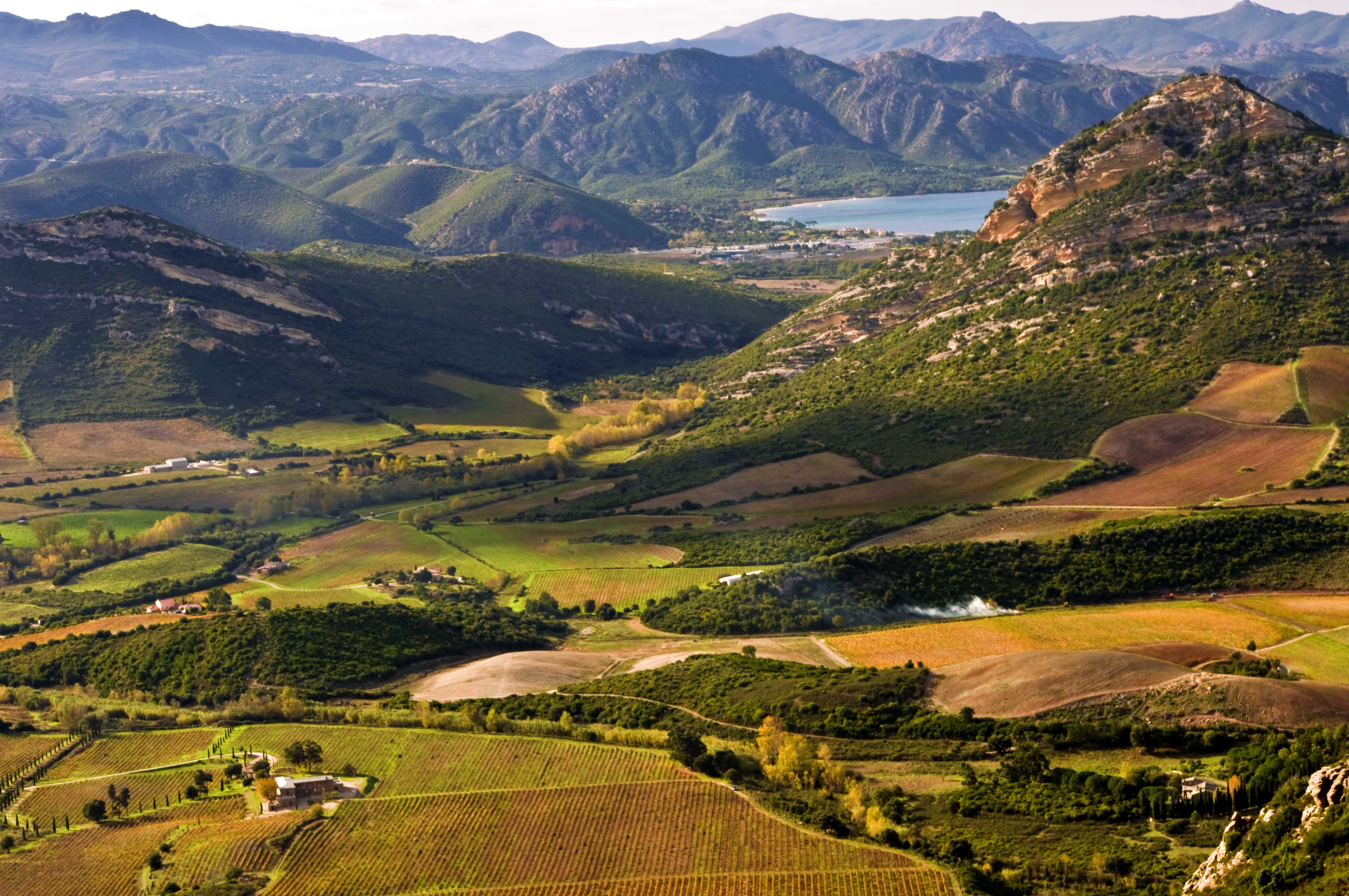
Le Golfe de Saint-Florent

### Sites inscrits sur la liste du patrimoine mondial

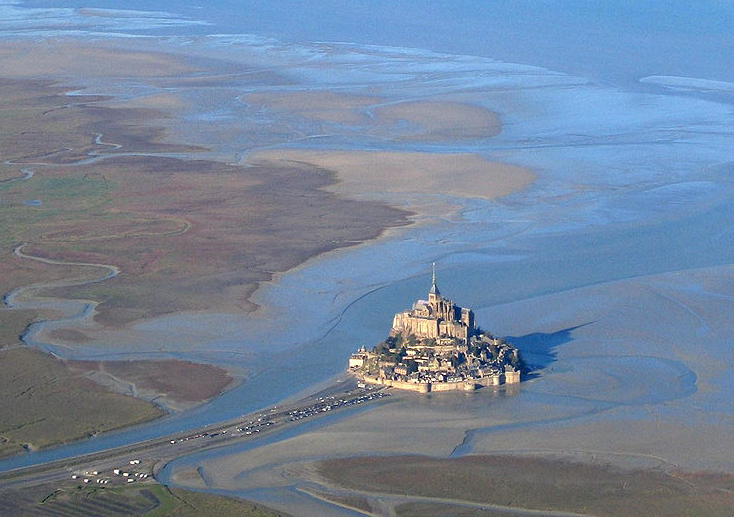
Le Mont Saint-Michel et sa baie, l'un des cinq premiers biens français inscrits sur la liste par l'UNESCO, en 1979.

En 1972, les États membres de l’Unesco ont adopté la Convention concernant la protection du patrimoine mondial, culturel et naturel. Ce traité international a été ratifié par la France en 1975. L’inscription d’un bien sur la liste du patrimoine mondial consacre sa valeur et lui vaut d’être préservé au titre du patrimoine de l’humanité. Elle n’entraîne pas de contraintes règlementaires directes mais l’État s’engage à protéger, conserver et mettre en valeur chaque bien. Les biens inscrits sont reconnus pour leur « valeur universelle exceptionnelle ». Il s’agit soit de biens culturels (monuments, villes mais aussi paysages culturels), soit de biens naturels (parcs naturels, réserves, îles), ou encore de biens mixtes.
En 2019, la France compte 45 biens inscrits au patrimoine mondial, dont 39 culturels, 5 naturels et 1 mixte.

## Acteurs du paysage

### Écoles de paysage
L'école de Versailles, située au pied des potagers du roi, fut la première école de paysage en France.
Les écoles de Versailles-Marseille, Blois, Bordeaux et Lille délivrent le diplôme d’État de paysagiste (équivalent Master) depuis la rentrée 2015. Ce diplôme succède au diplôme de paysagiste DPLG (diplômé par le gouvernement) délivré auparavant.
AgroCampus Ouest – Centre d’Angers - Institut national d’horticulture et du paysage délivre le diplôme d’ingénieur paysagiste.

### Collectivités
La plupart des instruments de protection paysages relève des collectivités locales. Les élus locaux jouent un rôle central car ils se font les porte-parole des attentes de leurs administrés et ils justifient la pertinence locale des problèmes paysagers avec une argumentation sociale.
De nombreuses collectivités sont engagées dans des observatoire du paysage, des plans de paysage, ou mènent des actions d'amélioration du cadre de vie.
Les Parcs naturels régionaux sont des acteurs privilégiés des politiques de paysage en France.

### État
En France, en 1971 a été créé un ministère chargé de la protection de la nature et de l'environnement, et depuis 1995, le ministre chargé de l’environnement et du développement durable est, au sein du gouvernement, responsable de la politique des paysages, cadrée notamment par la loi paysage. Depuis 1989, le ministère décerne un prix du paysage chaque année à des paysagistes et des collectivités pour leurs projets.
On constate donc la progressive mise en place d’une véritable politique des paysages, laquelle a pour objectif de « préserver durablement la diversité des paysages français ».

### Association et fondation reconnue d'utilité publique
- Les conseils d'architecture, d'urbanisme et d'environnement (CAUE) sont des organismes de droit privé français avec le statut d’association loi de 1901 institués par la « loi sur l'architecture du 3 janvier 1977 ». Aujourd’hui présents dans (presque) chaque département, ils assurent des missions de service public pour la promotion et le développement de la qualité architecturale, urbaine, paysagère et environnementale.
- Paysages de France est une association de protection de l'environnement au niveau national, créée en février 1992 à Grenoble, dont le but est de lutter contre toute forme de pollution visuelle dans les paysages urbains et non urbains.
- La Fondation du patrimoine est un organisme privé indépendant à but non lucratif dont la mission est de sauvegarder et valoriser le patrimoine français de proximité.

### Professionnels

#### Paysagistes

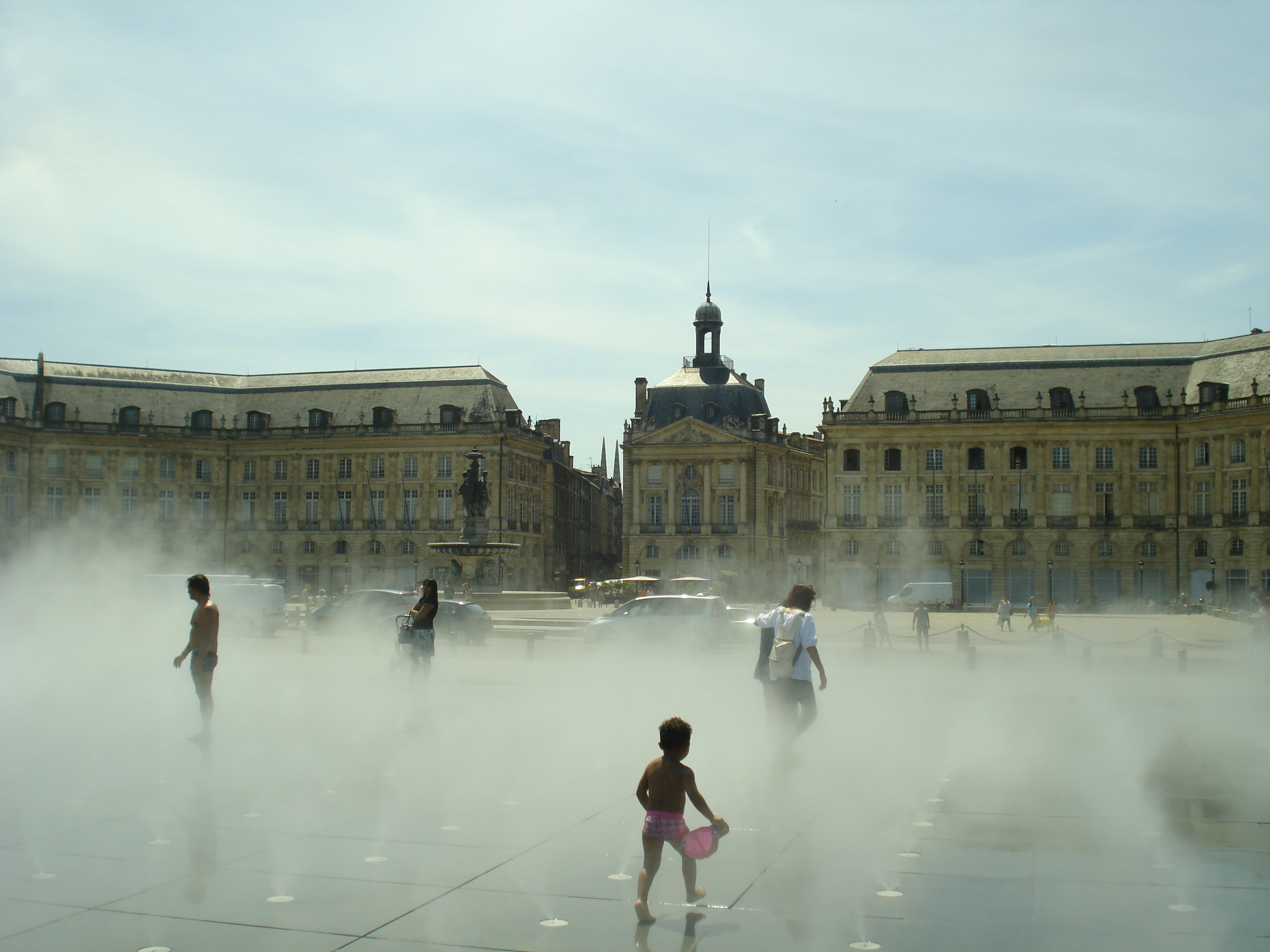
À Bordeaux, Michel Corajoud a travaillé au réaménagement des quais, illustré par le miroir d'eau.

Jusqu'en 2001, le grand prix du paysage et le trophée du paysage, organisés tous les ans, sont décernés aux paysagistes pour distinguer une réalisation exemplaire. Le prix du paysage, institué en 2004, remplace ces prix. On peut citer Jacques Simon, Michel Corajoud, Gilles Clément, Isabelle Auricoste, Jacqueline Osty.

### Particuliers
Avec la création et l'entretien des jardins, les particuliers participent aux paysages de proximité.
Les parcs de châteaux contribuent, aussi, au grand paysage.

## Outils de connaissance

### Observatoires photographiques du paysage
En 1991, le ministère a mis en place un Observatoire photographique national du paysage (OPNP), basé sur un principe de re-photographies régulières d’un même ensemble de points de vue.

### Atlas des paysages
En 1994, l’État a lancé un vaste programme d’atlas régionaux, puis départementaux des paysages.
Les atlas de paysages sont réalisés à l’initiative des services déconcentrés du ministère chargé des paysages (DDT, Dreal) ou des collectivités territoriales. Ils sont associés généralement à un comité de pilotage regroupant différents services ou partenaires impliqués dans la gestion des paysages (CAUE, PNR, associations…). Leur réalisation est confiée à des professionnels, paysagistes ou des équipes pluridisciplinaires ayant des compétences en géographie, urbanisme ou encore sur le grand paysage.
La réalisation d’un atlas permet de développer la connaissance sur un territoire donné, de manière partagée. Il s’intéresse à l’ensemble des paysages de l’aire d’étude, urbains et périurbains, naturels, agricoles ou forestiers, préservés ou dégradés, dans des secteurs remarquables ou plus communs.